# Royal Medal
Die Royal Medal, auch The Queen’s Medal genannt, ist eine von der Royal Society verliehene Auszeichnung für Wissenschaftler, die innerhalb des Commonwealth of Nations besonders wichtige Beiträge zur Weiterentwicklung der Wissenschaften geleistet haben. Die verliehene Medaille ist versilbert.
Ursprünglich wurde die Auszeichnung für die wichtigsten Beiträge des vergangenen Jahres vergeben; zeitweise wurde der Zeitraum auf die vergangenen fünf Jahre erhöht. Als Königin Victoria 1837 den Thron bestieg, wurde der Zeitraum auf drei vergangene Jahre verkürzt.
1850 wurden die Modalitäten erneut geändert; hier der englische Wortlaut:

“[…] the Royal Medals in each year should be awarded for the two most important contributions to the advancement of Natural Knowledge, published originally in Her Majesty's dominions within a period of not more than ten years and not less than one year of the date of the award, subject, of course, to Her Majesty's approval. […] in the award of the Royal Medals, one should be given in each of the two great divisions of Natural Knowledge.”

„[…] die Royal Medals sollten jährlich für die zwei wichtigsten Beiträge zum Fortschritt der Naturwissenschaft verliehen werden, welche ursprünglich im Herrschaftsgebiet der Krone mindestens ein Jahr, jedoch höchstens zehn Jahre, vor dem Zeitpunkt der Verleihung veröffentlicht wurden und deren Inhalt bei Ihrer Majestät erwartungsgemäß auf Anerkennung traf. [...] bei der Verleihung sollte innerhalb jeder der beiden großen Disziplinen der Naturwissenschaft eine der Royal Medals vergeben werden.“

Seit 1965 werden jährlich drei Medaillen verliehen, davon zwei für die wichtigsten Beiträge zur Weiterentwicklung der Naturwissenschaften und die dritte für Beiträge zu den Angewandten Wissenschaften.
Unter den mit der Royal Medal geehrten Wissenschaftlern sind Nobelpreisträger wie Francis William Aston (1938), Paul Dirac (1939), Frederick Sanger (1969), Max Perutz (1971) und Francis Crick (1972).

## Träger der Auszeichnung
In der folgenden Tabelle sind die (heute bereits über 400) Träger der seit Anbeginn 1826 verliehenen Auszeichnung vollständig aufgelistet. In der Spalte „Begründung“ sind der englische Originaltext sowie eine deutsche Übersetzung des Begründungstextes vermerkt.
1831 und 1832 fand keine Verleihung statt; im Jahr 1837 wurde nur eine Royal Medal vergeben. Einige Wissenschaftler wurden auch mehrfach mit der Royal Medal ausgezeichnet, so erhielt John Herschel die Medaille 1833, 1836 und 1840, jeweils für Verdienste in der Astronomie.

### 1826–1899
| Jahr | Wissenschaftler                            | Gebiet            | Begründung |
| ---- | ------------------------------------------ | ----------------- | --- |
| 1826 | James Ivory                                | Mathematik        | “For his Paper on Astronomical Refractions, published in the Philosophical Transactions for the year 1823; and his other valuable Papers on Mathematical Subjects.” „Für seine Arbeit über Brechung in der Astronomie, veröffentlicht im Jahr 1823 in den Philosophical Transactions, sowie seine weiteren wertvollen Arbeiten zu mathematischen Themen.“ |
| 1826 | John Dalton                                | Physik            | “For his development of the Atomic Theory and his other important labours and discoveries in Physical Science.” „Für seine Entwicklung der Atomtheorie und seine weiteren wichtigen Arbeiten und Entdeckungen in der Physik.“ |
| 1827 | Friedrich Georg Wilhelm Struve             | Astronomie        | “For his Work, entitled, Catalogus Novus Stellarum Duplicium.” „Für seine Arbeit mit dem Titel Catalogus Novus Stellarum Duplicium.“ |
| 1827 | Humphry Davy                               | Physik            | “For his Bakerian Lecture, On the Relations of Electrical Changes, considered as the last link, in the order of time, of the splendid chain of Discoveries in Chemical Electricity, which has been continued for so many years of his valuable life.” „Für seine Bakerian-Vorlesung On the Relations of Electrical Changes, die als der letzte Lückenschluss nach der zeitlichen Ordnung in der Kette der Entdeckungen zur chemischen Elektrizität angesehen wird, die so viele Jahre seines Lebens fortgesetzt wurde.“ |
| 1828 | Johann Franz Encke                         | Astronomie        | “For his Accurate Determination of the Orbit of a Comet of short period, as confirmed by observation.” „Für seine akkurate Bestimmung der Umlaufbahn eines Kometen von kurzer Periode, bestätigt durch Beobachtung.“ |
| 1828 | William Hyde Wollaston                     | Chemie            | “For his communication, entitled, On a method of rendering Platina malleable, being the conclusion of a series of researches on the properties of the Metallic Bodies contained in the Ores of Platina.” „Für seine Veröffentlichung On a method of rendering Platina malleable, die die Folgerung aus einer Reihe von Forschungen über die Eigenschaften der metallischen Körper, die im Platinerz enthalten sind, darstellen.“ |
| 1829 | Eilhard Mitscherlich                       | Chemie            | “For his Discoveries relating to the Laws of Crystallization, and the Properties of Crystals.” „Für seine Entdeckungen zu den Gesetzen der Kristallbildung.“ |
| 1829 | Charles Bell                               | Anatomie          | “For his Discoveries relating to the Nervous System.” „Für seine Entdeckungen in Bezug auf das Nervensystem.“ |
| 1830 | David Brewster                             | Physik            | “For his Communications to the Royal Society on the Polarization and other Properties of Light.” „Für seine Mitteilungen an die Royal Society über die Polarisation und weitere Eigenschaften des Lichts.“ |
| 1830 | Antoine-Jérôme Balard                      | Chemie            | “For his Discovery of Brome.” „Für seine Entdeckung des Broms.“ |
| 1831 | nicht verliehen                            |                   | |
| 1832 | nicht verliehen                            |                   | |
| 1833 | John Herschel                              | Astronomie        | “For his Paper "on the Investigation of the Orbits of Revolving Double Stars," inserted in the Fifth Volume of the Memoirs of the Royal Astronomical Society.” „Für seine Arbeit Investigation of the Orbits of Revolving Double Stars, erschienen im fünften Band der Memoirs of the Royal Astronomical Society.“ |
| 1833 | Augustin-Pyrame de Candolle                | Botanik           | “For his Researches and Investigations in Vegetable Physiology, as detailed in his Work, entitled, Physiologie Vegetale.” „Für seine Forschungen und Entdeckungen zur Pflanzenphysiologie, wie er sie in seinem Werk Physiologie Vegetale dargestellt hat.“ |
| 1834 | John William Lubbock                       | Physik            | “For his Papers on the Tides published in the Philosophical Transactions.” „Für seine Arbeiten über die Gezeiten, veröffentlicht in den Philosophical Transactions.“ |
| 1834 | Charles Lyell                              | Geologie          | “For his Work, entitled, Principles of Geology.” „Für sein Werk Principles of Geology.“ |
| 1835 | William Rowan Hamilton                     | Physik            | “For the papers published by him in the 16th and 17th volumes of the Transactions of the Royal Irish Academy, entitled Supplement to an Essay on the Theory of Systems of Rays, and more particularly for those investigations at the conclusion of the third and last supplement, which relate to the discovery of conic refraction.” „Für die Arbeiten, die er im 16. und 17. Band der Transactions of the Royal Irish Academy veröffentlichte, tituliert als Supplement zu einem Aufsatz über die Theorie von Strahlensystemen, besonders für die Untersuchungen am Schluss des dritten und letzten Supplements, die sich auf die Entdeckung der konischen Refraktion beziehen.“                                                                                                  |
| 1835 | Michael Faraday                            | Chemie            | “For his investigations and discoveries contained in the series of experimental researches in electricity published in the Philosophical Transactions, and more particularly for the seventh series, relating to the definite nature of electrochemical action.” „Für seine Untersuchungen und Entdeckungen, die als experimentellen Forschungsreihe in den Philosophical Transactions veröffentlicht wurden, besonders für die siebte Reihe, die sich auf die definite Natur der elektrochemischen Aktion bezieht.“ |
| 1836 | John Herschel                              | Astronomie        | “For his paper on nebulae and clusters of stars, published in the Philosophical Transactions for 1833.” „Für seine Arbeit über Nebel und Sternhaufen, veröffentlicht in den Philosophical Transactions für das Jahr 1833.“ |
| 1836 | George Newport                             | Anatomie          | “For his series of investigations on the anatomy and physiology of insects, contained in his two papers published in the Philosophical Transactions within the last three years.” „Für seine Reihe von Entdeckungen zur Anatomie und Physiologie der Insekten, enthalten in seinen zwei Arbeiten, die innerhalb der letzten drei Jahre in den Philosophical Transactions veröffentlicht wurden.“ |
| 1837 | William Whewell                            | Physik            | “For his researches connected with the theory of the tides, communicated to the Royal Society and published in its Transactions within the last three years.” „Für seine Forschungen im Zusammenhang mit der Theorie der Gezeiten, die in den drei letzten Jahren der Royal Society mitgeteilt und ihren Transactions veröffentlicht wurden.“ |
| 1838 | Thomas Graham                              | Chemie            | “For his paper entitled "Inquiries respecting the Constitution of salts, of oxalates, nitrates, phosphates, sulphates and chlorides," published in the Philosophical Transactions for 1836.” „Für seine Arbeit Inquiries respecting the Constitution of salts, of oxalates, nitrates, phosphates, sulphates and chlorides, veröffentlicht in den Philosophical Transactions Jahrgang 1836.“ |
| 1838 | William Henry Fox Talbot                   | Mathematik        | “For his papers entitled Researches in the Integral Calculus, published in the Philosophical Transactions for 1836 and 1837.” „Für seine Arbeiten mit dem Titel Researches in the Integral Calculus, veröffentlicht in den Philosophical Transactions für die Jahrgänge 1836 und 1837.“ |
| 1839 | Martin Barry                               | Embryologie       | “For his papers on embryology, published in the Philosophical Transactions for 1838 and 1839.” „Für seine Arbeiten über Embryologie, veröffentlicht in den Philosophical Transactions für die Jahrgänge 1838 und 1839.“ |
| 1839 | James Ivory                                | Mathematik        | “For his paper on the theory of the astronomical refractions published in the Philosophical Transactions for 1838. Part II.” „Für seine Arbeit über die Theorie der astronomischen Brechungen, veröffentlicht in den Philosophical Transactions für den Jahrgang 1838.“ |
| 1840 | John Herschel                              | Astronomie        | “For his paper entitled On the chemical action of the rays of the solar spectrum on preparations of silver, and other substances, both metallic and non-metallic, and on some photogenic processes, published in the Philosophical Transactions for 1840.” „Für seine Arbeit mit dem Titel On the chemical action of the rays of the solar spectrum on preparations of silver, and other substances, both metallic and non-metallic, and on some photogenic processes, veröffentlicht in den Philosophical Transactions für den Jahrgang 1840.“ |
| 1840 | Charles Wheatstone                         | Physiologie       | “For his paper entitled Contributions to the physiology of vision, published in the Philosophical Transactions for 1838.” „Für seine Arbeit mit dem Titel Contributions to the physiology of vision, veröffentlicht in den Philosophical Transactions für den Jahrgang 1838.“ |
| 1841 | Robert Kane                                | Chemie            | “For his memoir entitled the Chemical History of archil and litmus, published in the Philosophical Transactions for the year 1840.” „Für seine Schrift mit dem Titel The Chemical History of archil and litmus, veröffentlicht in den Philosophical Transactions für den Jahrgang 1840.“ |
| 1841 | Eaton Hodgkinson                           | Ingenieurwesen    | “For his paper entitled Experimental researches on the strength of pillars of cast iron, published in the Philosophical Transactions for 1840.” „Für seine Arbeit mit dem Titel Experimental researches on the strength of pillars of cast iron, veröffentlicht in den Philosophical Transactions für den Jahrgang 1840.“ |
| 1842 | William Bowman                             | Anatomie          | “For his paper on the structure and use of the Malpighian bodies of the kidney, with observations on the circulation through that gland, published in the Philosophical Transactions of the present year.” „Für seine Arbeit über die Struktur und den Zweck der Nierenkörperchen, mit Beobachtungen über die Zirkulation durch diese Drüsen, veröffentlicht in den Philosophical Transactions für den laufenden Jahrgang.“ |
| 1842 | John Frederic Daniell                      | Chemie            | “For his letters on the electrolysis of secondary compounds and on voltaic combinations published in the Transactions for 1840 and 1842.” „Für seine Briefe über die Elektrolyse von secondary compounds und über Kombinationen von voltaischen Zellen, veröffentlicht in den Philosophical Transactions für die Jahrgänge 1840 und 1842.“ |
| 1843 | James David Forbes                         | Physik            | “For his researches on the law of extinction of the solar rays in passing through the atmosphere, contained in a paper published in the Philosophical Transactions for 1842.” „Für seine Forschungen über das Gesetz von der Auslöschung der Sonnenstrahlung beim Durchgang durch die Atmosphäre, enthalten in einer Arbeit, die in den Philosophical Transactions für 1842 veröffentlicht wurden.“ |
| 1843 | Charles Wheatstone                         | Physik            | “For his paper entitled, an account of several new instruments and processes for determining the constants of a voltaic circuit, printed in the Philosophical Transactions for the present year.” „Für seine Arbeit An account of several new instruments and processes for determining the constants of a voltaic circuit, abgedruckt in den Philosophical Transactions für den laufenden Jahrgang.“ |
| 1844 | Thomas Andrews                             | Chemie            | “For his paper on the thermal changes accompanying basic substitutions, published in the Philosophical Transactions of the present year.” „Für seine Arbeit über die bei Basis-Substitutionen auftretenden thermischen Änderungen, veröffentlicht in den Philosophical Transactions für den laufenden Jahrgang.“ |
| 1844 | George Boole                               | Mathematik        | “For his paper on a general method in analysis, published in the Philosophical Transactions of the present year.” „Für seine Arbeit über eine allgemeine Methode in der Analysis, veröffentlicht in den Philosophical Transactions für den laufenden Jahrgang.“ |
| 1845 | Thomas Snow Beck                           | Medizin           | “For his paper entitled On the nerves of the uterus, which has been ordered for publication in the Philosophical Transactions.” „Für seine Arbeit On the nerves of the uterus, eingereicht für die Veröffentlichung in den Philosophical Transactions.“ |
| 1845 | George Biddell Airy                        | Astronomie        | “For his paper on the laws of the tides on the cost of Ireland, as inferred from an extensive series of observations made in connection with the Ordnance Survey of Ireland, published in the Philosophical Transactions for the present year.” „Für seine Arbeit über die Gesetze des Tidengangs an der irischen Küste, entstanden aus einer großen Zahl an Einzelbeobachtungen, die in Verbindung mit dem Ordnance Survey of Ireland gemacht wurden.“ |
| 1846 | Richard Owen                               | Biologie          | “For his paper entitled A description of certain Belemnites preserved with a great proportion of their soft parts in the Oxford clay at Christian-Malford, Wilts, published in the Philosophical Transactions for 1844.” „Für seine Arbeit A description of certain Belemnites preserved with a great proportion of their soft parts in the Oxford clay at Christian-Malford, Wilts, veröffentlicht in den Philosophical Transactions des Jahrgangs 1844.“ |
| 1846 | Michael Faraday                            | Physik            | “For his experimental researches in electricity, twentieth and twenty first series, on new magnetic actions, and on the magnetic conditions of all matter, inserted in the Philosophical Transactions part I. for 1845.” „Für seine experimentellen Forschungen zur Elektrizität, 20. und 21. Reihe, über new magnetic actions, und über die Bedingungen für Magnetismus bei allen Stoffen, eingereicht bei den Philosophical Transactions Teil I. für 1845.“ |
| 1847 | William Grove                              | Physik            | “For his papers published in the Philosophical Transactions for 1845 and 1847, on the gas voltaic battery, and on certain phenomena of voltaic ignition.” „Für seine in den Philosophical Transactions für 1845 und 1847 veröffentlichten Arbeiten über Gas-Voltazellen und über bestimmte Phänomene voltaischer Entladung.“ |
| 1847 | George Fownes                              | Chemie            | “For his papers published in the Philosophical Transactions for 1845, on the artificial formation of a vegeto-alkali, and on benzoline, published in the same volume of the Transactions.” „Für seine in den Philosophical Transactions für 1845 veröffentlichten Arbeiten über die künstliche Bildung eines vegeto-alkali sowie über Benzolin.“ |
| 1848 | Thomas Galloway                            | Mathematik        | “For his paper on the proper motion of the Solar System, published in the Philosophical Transactions for 1847.” „Für seine Arbeit über die Eigenbewegung des Sonnensystems, veröffentlicht in den Philosophical Transactions des Jahrgangs 1847.“ |
| 1848 | Charles James Hargreave                    | Mathematik        | “For his paper on the solution of linear differential equations, published in the Philosophical Transactions for 1848.” „Für seine Arbeit zur Lösung linearer Differentialgleichungen, veröffentlicht in den Philosophical Transactions des Jahrgangs 1848.“ |
| 1849 | Gideon Mantell                             | Geologie          | “For his paper on the Iguanodon, published in the Philosophical Transactions for the year 1848, being a continuation of a series of papers by him on the same fossil reptile, by which he has rendered eminent services to geology.” „Für seine Arbeit über das Iguanodon, veröffentlicht in den Philosophical Transactions des Jahrgangs 1848, das eine Fortsetzung einer Reihe seiner Arbeiten über dieses fossile Reptil darstellt, womit er sich einen großen Verdienst um die Geologie erworben hat.“ |
| 1849 | Edward Sabine                              | Astronomie        | “For his contributions to terrestrial magnetism, published in the Philosophical Transactions parts VII and VIII, and his memoir on the diurnal variation of the magnetic declination at Saint Helena, part I.” „Für seine Beiträge zum Magnetfeld der Erde, veröffentlicht in den Philosophical Transactions Teil VII und VIII, und seinen Beitrag über die tageszyklische Veränderung des Magnetfelds auf Sankt Helena in Teil I.“ |
| 1850 | Thomas Graham                              | Chemie            | “For his paper on the motion of gases, published in the Philosophical Transactions for 1849.” „Für seine Arbeit über die Bewegung in Gasen, veröffentlicht in den Philosophical Transactions des Jahrgangs 1849.“ |
| 1850 | Benjamin Collins Brodie                    | Chemie            | “For his investigations on the chemical nature of wax, published in the Philosophical Transactions for 1848 and 1849.” „Für seine Entdeckungen über die chemische Natur von Wachs, veröffentlicht in den Philosophical Transactions der Jahrgänge 1848 und 1849.“ |
| 1851 | George Newport                             | Entomologie       | “For his paper on the impregnation of the ovum in the amphibia (first series), published in the Philosophical Transactions for 1851.” „Für seine Arbeit über die Befruchtung von Amphibieneiern (erste Folge), veröffentlicht in den Philosophical Transactions des Jahrgangs 1851.“ |
| 1851 | William Parsons, 3. Earl of Rosse          | Astronomie        | “For his observations on the nebulae published in the Philosophical Transactions for the year 1850.” „Für seine Beobachtungen von Nebeln, veröffentlicht in den Philosophical Transactions des Jahrgangs 1850.“ |
| 1852 | Thomas Henry Huxley                        | Biologie          | “For his papers on the anatomy and the affinities of the family of the Medusae, printed in the Philosophical Transactions.” „Für seine Arbeiten über die Anatomie und die Affinität in der Familie der Medusae, veröffentlicht in den Philosophical Transactions.“ |
| 1852 | James Prescott Joule                       | Physik            | “For his paper on the mechanical equivalent of heat, printed in the Philosophical Transactions for 1850.” „Für seine Arbeit über das mechanische Äquivalent der Wärme, abgedruckt in den Philosophical Transactions für 1850.“ |
| 1853 | John Tyndall                               | Physik            | “For his paper on diamagnetism and magne-crystallic action, published in the Philosophical Magazine in 1851. (the award of this medal was declined by Dr Tyndall)” „Für seine Arbeit über Diamagnetismus und magne-crystallic action, veröffentlicht im Philosophical Magazine 1851. (Tyndall lehnte die Verleihung der Medaille ab).“ |
| 1853 | Charles Darwin                             | Naturgeschichte   | “For his work entitled Geological Observations on Coral Reefs, Volcanic Islands, and on South America, and his work, Fossil Circhipeda of Great Britain, Section Lepadidae, Monograph of the Circhipeda.” „Für seine Arbeiten Geological Observations on Coral Reefs, Volcanic Islands, and on South America und Fossil Circhipeda of Great Britain, Section Lepadidae, Monograph of the Circhipeda.“ |
| 1854 | Joseph Dalton Hooker                       | Botanik           | “For his researches in various branches of science, especially in botany, as naturalist of the Antarctic expedition of Sir James Ross, and in an expedition to the eastern part of the Himalayan range; of which researches part has been published in works entitled The Antarctic Flora, and the Flora of New Zealand, and in various other communications, and part is now in course of publication.” „Für seine Forschungen auf verschiedenen Wissenschaftsgebieten, speziell in der Botanik, als Naturforscher der Antarktischen Expedition von James Ross, und auf einer Expedition zum östlichen Himalaja. Teile dieser Forschungen wurden in Arbeiten wie The Antarctic Flora, and the Flora of New Zealand veröffentlicht, weitere Teile sind zur Publikation eingereicht.“ |
| 1854 | August Wilhelm von Hofmann                 | Chemie            | “For his researches in organic chemistry published in the Transactions of the Royal and Chemical Societies.” „Für seine Forschungen zur Organischen Chemie, veröffentlicht in den Transactions of the Royal and Chemical Societies.“ |
| 1855 | John Russell Hind                          | Astronomie        | “For the discovery of ten planetoids, the computation of their orbits, and various other astronomical discoveries.” „Für die Entdeckung von zehn Planetoiden, die Berechnung ihrer Umlaufbahnen und verschiedene weitere astronomische Entdeckungen.“ |
| 1855 | John Obadiah Westwood                      | Entomologie       | “For his various monographs and papers on entomology.” „Für seine verschiedenen Monographien und Arbeiten zur Entomologie.“ |
| 1856 | William Thomson                            | Physik            | “For his various chemical researches relating to electricity, to the motive power of heat, and to other subjects.” „Für seine verschiedenen chemischen Forschungen mit Bezug zur Elektrizität, zur Bewegungsenergie der Wärme und zu weiteren Forschungsgegenständen.“ |
| 1856 | John Richardson                            | Naturgeschichte   | “For his contributions to natural history and physical geography.” „Für seine Beiträge zur Naturgeschichte und physikalischen Geographie.“ |
| 1857 | John Lindley                               | Botanik           | “For his numerous researches and works on all branches of scientific botany, and especially for his vegetable kingdom, and his genera & species of Orchideae.” „Für seine zahlreichen Forschungen und Arbeiten zu allen Gebieten der wissenschaftlichen Botanik, speziell für sein Vegetable Kingdom und seine Gattungen und Arten der Orchideen.“ |
| 1857 | Edward Frankland                           | Chemie            | “For the isolation of the organic radicals of the alcohols, and for his researches on the metallic derivatives of alcohol.” „Für die Isolierung der organischen Radikale der Alkohole sowie für seine Forschungen über Metallderifvate von Alkohol.“ |
| 1858 | William Lassell                            | Astronomie        | “For his various astronomical discoveries and researches.” „Für seine verschiedenen astronomischen Entdeckungen und Forschungen.“ |
| 1858 | Albany Hancock                             |                   | “For his various researches on the anatomy of the mollusca.” „Für seine verschiedenen Forschungen über die Anatomie der Mollusken.“ |
| 1859 | George Bentham                             | Botanik           | “For his important contributions to the advancement of systematic and descriptive botany.” „Für seine wichtigen Beiträge zur Vorantreibung der systematischen und beschreibenden Botanik.“ |
| 1859 | Arthur Cayley                              | Mathematik        | “For his mathematical papers published in the Philosophical Transactions, and in various English and foreign journals.” „Für seine mathematischen Arbeiten, veröffentlicht in den Philosophical Transactions sowie verschiedenen englischen und ausländischen Zeitschriften.“ |
| 1860 | William Fairbairn                          | Ingenieurbauwesen | “For his various experimental inquiries on the properties of the materials employed in mechanical construction, contained in the Philosophical transactions, and in the publications of other scientific societies.” „Für seine verschiedenen experimentellen Untersuchungen zu Materialeigenschaften bei der mechanischen Konstruktion, erschienen bei den Philosophical Transactions sowie bei Publikationen anderer Wissensgesellschaften.“ |
| 1860 | Augustus Volney Waller                     | Neurophysiologie  | “For his investigations into the anatomy and physiology of the nervous system, and for the introduction of a valuable method of conducting such investigations.” „Für seine Forschungen zur Anatomie und Physiologie des Nervensystems sowie für die Einführung einer praktikablen Methode, um solche Forschungen durchzuführen.“ |
| 1861 | William Benjamin Carpenter                 | Physiologie       | “For his researches on the Foraminifera, contained in four memoirs in the Philosophical Transactions, his investigations into the structure of shell, his observations on the embryonic development of Purpura, and his various other writings in physiology and comparative anatomy.” „Für seine Forschungen zu den Foraminifera, enthalten in vier Beiträgen in den Philosophical Transactions, für seine Forschungen zum Aufbau der Muschel und für seine Beobachtungen zur Embryonalentwicklung der Purpura sowie für verschiedene weitere Arbeiten zur Physiologie und vergleichenden Anatomie.“ |
| 1861 | James Joseph Sylvester                     | Mathematik        | “For his various memoirs and researches in mathematical science.” „Für seine verschiedenen Beiträge und Forschungen in der Mathematik.“ |
| 1862 | Thomas Romney Robinson                     | Astronomie        | “For the Armagh catalogue of 5345 stars, deduced from observations made at the Armagh Observatory, from the years 1820 up to 1854; for his papers on the construction of astronomical instruments in the memoirs of the Astronomical Society, and his paper on electromagnets in the Transactions of the Royal Irish Academy.” „Für den Armagh-Katalog von 5345 Sternen, gewonnen aus Beobachtungen am Armagh-Observatorium von 1820 bis 1854, auch für seine in den Memoirs of the Astronomical Society erschienenen Arbeiten zur Konstruktion astronomischer Instrumente und für seine Arbeit über Elektromagnete in den Transactions of the Royal Irish Academy.“ |
| 1862 | Alexander William Williamson               | Chemie            | “For his researches on the compound ethers, and his subsequent communications in organic chemistry.” „Für seine Forschungen über zusammengesetzte Ether und für seine folgenden Beiträge zur Organischen Chemie.“ |
| 1863 | Miles Joseph Berkeley                      | Botanik           | “For his researches in cryptogamic botany, especially mycology.” „Für seine Forschungen zur Botanik der Kryptogamen, speziell der Mykologie.“ |
| 1863 | John Peter Gassiot                         | Physik            | “For his researches on the voltaic battery and current, and on the discharge of electricity through attenuated media.” „Für seine Forschungen zur Voltazelle und deren Strom, sowie über die Entladung von Elektrizität in dämpfenden Medien.“ |
| 1864 | Warren de la Rue                           | Astronomie        | “For his observations on the total eclipse of the Sun of 1860, and for his improvements in astronomical photography.” „Für seine Beobachtungen zur totalen Sonnenfinsternis von 1860 und für seine Verbesserungen der astronomischen Fotografie.“ |
| 1864 | Jacob Lockhart Clarke                      | Anatomie          | “For his researches on the intimate structure of the spinal cord and brain, and on the development of the spinal cord, published in five memoirs in the Philosophical Transactions and in other writings.” „Für seine Forschungen über die Feinstruktur des Rückenmarks und des Gehirns und über die Entwicklung des Rückenmarks, veröffentlicht in fünf Beiträgen in den Philosophical Transactions sowie in weiteren Schriften.“ |
| 1865 | Joseph Prestwich                           | Geologie          | “For his numerous & valuable contributions to geological science and more especially for his papers published in the Philosophical Transactions on the general question of the excavation of river valleys, and on the superficial deposits in France and England in which the works of man are associated with the remains of extinct animals.” „Für seine zahlreichen und wertvollen Beiträge zur Geologie, speziell für seine in den Philosophical Transactions veröffentlichten Arbeiten über die Problematik der Ausgrabung von Flusstälern, und über die Superficial deposits in Frankreich und England, in denen Artefakte des Menschen mit Überbleibseln ausgestorbener Tiere vermengt sind.“                                                                                |
| 1865 | Archibald Smith                            | Mathematik        | “For his papers in the Philosophical Transactions and elsewhere, on the magnetism of ships.” „Für seine Arbeiten in den Philosophical Transactions und anderswo über den Magnetismus von Schiffen.“ |
| 1866 | William Kitchen Parker                     | Anatomie          | “For his researches in comparative osteology, and more especially on the anatomy of the skull, as contained in papers published in the Transactions of the Zoological Society and the Philosophical Transactions.” „Für seine Forschungen zur Vergleichenden Osteologie, besonders über die Anatomie des Schädels, enthalten in bei den Transactions of the Zoological Society und den Philosophical Transactions veröffentlichten Arbeiten.“ |
| 1866 | William Huggins                            | Astronomie        | “For his researches on the spectra of some of the chemical elements and on the spectra of certain of the heavenly bodies; and especially for his researches on the spectra of the nebulae, published in the Philosophical Transactions.” „Für seine Forschungen über die Spektren einiger chemischer Elemente sowie gewisser Himmelskörper, besonders für seine Forschungen zu den Spektren von Nebeln, veröffentlicht in den Philosophical Transactions.“ |
| 1867 | William Edmond Logan                       | Geologie          | “For his geological researches in Canada, and the construction of a geological map of that colony.” „Für seine geologischen Forschungen in Kanada und für das Anlegen einer geologischen Landkarte dieser Kolonie.“ |
| 1867 | John Bennet Lawes und Joseph Henry Gilbert | Chemie            | “For their researches in agricultural chemistry.” „Für ihre Forschungen zur Agrarchemie.“ |
| 1868 | George Salmon                              | Mathematik        | “For his researches in analytical geometry and the theory of surfaces, published in the Philosophical Transactions, the Transactions of the Royal Irish Academy, and the Quarterly Journal of Mathematics.” „Für seine Forschungen zur Analytischen Geometrie und zur Theorie der Oberflächen, veröffentlicht in den Philosophical Transactions, den Transactions of the Royal Irish Academy und im Quarterly Journal of Mathematics.“ |
| 1868 | Alfred Russel Wallace                      | Zoologie          | “For his labours in practical and theoretical zoology.” „Für seine Arbeiten zur praktischen und theoretischen Zoologie.“ |
| 1869 | Thomas Maclear                             | Astronomie        | “For his measurement of an arc of the meridian at the Cape of Good Hope.” „Für seine Vermessung eines Meridianbogens am Kap der Guten Hoffnung.“ |
| 1869 | Augustus Matthiessen                       | Chemie            | “For his researches on the electrical and other physical properties of metals and their alloys.” „Für seine Forschungen zu den elektrischen und anderen physikalischen Eigenschaften von Metallen und ihren Legierungen.“ |
| 1870 | William Hallowes Miller                    | Mineralogie       | “For his researches and writings on mineralogy and crystallography, and his scientific labours in the restoration of the National Standard of Weight.” „Für seine Forschungen und Arbeiten zur Mineralogie und Kristallografie sowie für seine wissenschaftlichen Arbeiten zur Wiederherstellung eines National Standard of Weight.“ |
| 1870 | Thomas Davidson                            | Paläontologie     | “For his works on the recent and fossil Brachiopoda, more especially his series of monographs in the publications of the Palaeontographical Society.” „Für seine Arbeiten zu rezenten und ausgestorbenen Brachiopoda, besonders für seine Reihe von Monographien in den Veröffentlichungen der Palaeontographical Society.“ |
| 1871 | John Stenhouse                             | Chemie            | “For his researches on the lichens & their proximate constituents and derivatives, including Erythrite; and for his researches on the action of charcoal in purifying air.” „Für seine Forschungen über Flechten und ihre Bestandteile, einschließlich Erythrin, sowie für seine Forschungen über das Verhalten von Holzkohle in der Luftreinigung.“ |
| 1871 | George Busk                                | Zoologie          | “For his researches in zoology, physiology, and comparative anatomy.” „Für seine Forschungen zur Zoologie, Physiologie und Vergleichenden Anatomie.“ |
| 1872 | Thomas Anderson                            | Chemie            | “For his investigations on the organic bases of Dippells animal oil; on codeine; on the crystallized constituents of opium; on piperin and on papaverin; and for his researches in physiological and animal chemistry.” „Für seine Forschungen zu organischen Basen in Dippells Tieröl, über Codein, die kristallisierten Bestandteile von Opium sowie über Piperin und Papaverin, ebenso für seine Forschungen zur physiologischen und Tierchemie.“ |
| 1872 | Henry John Carter                          | Zoologie          | “For his long continued and valuable researches in zoology, and more especially for his inquiries into the natural history of the Spongiadae.” „Für seine langanhaltenden und wertvollen Forschungen in der Zoologie, besonders für seine Untersuchungen zur Naturgeschichte der Spongiadae.“ |
| 1873 | Henry Enfield Roscoe                       | Chemie            | “For his various chemical investigations, especially for those on the chemical action of light, and upon the element Vanadium and its combinations.” „Für seine verschiedenen chemischen Entdeckungen, besonders für diejenigen zur chemischen Wirkungen von Licht, und zum Element Vanadium und seinen Verbindungen.“ |
| 1873 | George James Allman                        | Zoologie          | “For his researches in zoology, and especially for his memoirs on the structure, development, and physiology of the gymnoblastic hydroids.” „Für seine Forschungen in der Zoologie, besonders für seine Schriften über Struktur, Entwicklung und Physiologie der gymnoblastic hydroids.“ |
| 1874 | William Crawford Williamson                |                   | “For his contributions to zoology & palaeontology, & especially for his investigations into the structure of the fossil plants of the coal measures.” „Für seine Beiträge zur Zoologie und Paläontologie, besonders für seine Entdeckungen zur Struktur der fossilen Pflanzen aus den Coal Measures des Karbon.“ |
| 1874 | Henry Clifton Sorby                        |                   | “For his researches on Slaty cleavage and on the minute structure of minerals and rocks; for the construction of the microspectroscope, and for his researches on colouring matters.” „Für seine Forschungen zu Slaty cleavages und über die Feinstruktur von Mineralen und Felsgestein, für die Konstruktion des Mikrospektroskops und für seine Forschungen zum Einfärben von Materialien.“ |
| 1875 | William Crookes                            | Chemie            | “For his various chemical and physical researches, more especially for his discovery of thallium, his investigation of its compounds and determination of its atomic weight; and for his discovery of the repulsion referable to radiation.” „Für seine verschiedenen chemischen und physikalischen Forschungen, besonders für seine Entdeckung des Thalliums und seine Erforschung der Bestandteile und Bestimmung des Atomgewichts; ferner für seine Entdeckung der Abstoßung im Zusammenhang mit radioaktiver Strahlung.“ |
| 1875 | Thomas Oldham                              | Geologie          | “For his long & important services in the science of geology, first as Professor of Geology, Trin. Col. Dub. And Director of the Geol. Survey of Ireland & chiefly for the great work which he has long conducted as superintendent of the Geol. Survey of India, also for the series of volumes of geological reports and memoirs, including the Palaeontographica Indica published under his direction.” „Für seine langanhaltenden und wichtigen Dienste an der Wissenschaft der Geologie, zum einen als Professor für Geologie am Trinity College der Universität Dublin und als Director of the Geological Survey of Ireland, zum anderen für seine Reihe an Bänden von geologischen Berichten und Schriften einschließlich der Herausgabe der Palaeontographica Indica.“       |
| 1876 | William Froude                             | Hydrodynamik      | “For his researches both theoretical and experimental on the behaviour of ships, their oscillations, their resistance, & propulsion.” „Für seine sowohl theoretischen als auch experimentellen Forschungen zum Verhalten von Schiffen, ihren Schwingungen, ihrer Widerstandsfähigkeit und ihrem Antrieb.“ |
| 1876 | Charles Wyville Thomson                    | Zoologie          | “For his successful direction of the scientific investigations carried on by HMS Challenger.” „Für seine erfolgreiche Leitung der wissenschaftlichen Forschungen mittels und auf der HMS Challenger.“ |
| 1877 | Oswald Heer                                | Naturgeschichte   | “For his numerous researches & writings on the tertiary plants of Europe, of the North Atlantic, North Asia, and North America, and for his able generalizations respecting their affinities, and their geological & climatic relations.” „Für seine zahlreichen Forschungen und Schriften zu den Pflanzen des Tertiär in Europa, am Nordatlantik, in Nordasien und Nordamerika, sowie für seine Verallgemeinerungen in Bezug auf ihre Verwandtschaft und ihre geologischen und klimatischen Verhältnisse.“ |
| 1877 | Frederick Augustus Abel                    | Chemie            | “For his physico-chemical researches on gun cotton & explosive agents.” „Für seine physikalisch-chemischen Forschungen über Schießbaumwolle und explosive Stoffe.“ |
| 1878 | John Allan Broun                           | Meteorologie      | “For his investigations during thirty five years in magnetism and meteorology & for his improvements in methods of observation.” „Für seine 35 Jahre andauernden Forschungen über Magnetismus und Meteorologie sowie für seine Verbesserungen der Beobachtungsmethoden.“ |
| 1878 | Albert Günther                             | Zoologie          | “For his numerous & valuable contributions to the zoology & anatomy of fishes & reptiles.” „Für seine zahlreichen und wertvollen Beiträge zur Zoologie und Anatomie der Fische und Reptilien.“ |
| 1879 | William Henry Perkin                       | Chemie            | “For his synthetical & other researches in organic chemistry.” „Für seine Synthetisierungen und weiteren Forschungen in der Organischen Chemie.“ |
| 1879 | Andrew Crombie Ramsay                      | Geologie          | “For his long continued & successful labours in geology and physical geography.” „Für seine langanhaltenden und erfolgreichen Arbeiten zur Geologie und physikalischen Geographie.“ |
| 1880 | Joseph Lister                              | Chirurgie         | “For his contributions on various physiological & biological subjects published in the Philosophical Transactions & Proceedings of the Royal Society & elsewhere; and for his labours practical and theoretical, on questions relating to the antiseptic system of treatment in surgery.” „Für seine Beiträge zu verschiedenen physiologischen und biologischen Forschungsgegenständen, veröffentlicht unter anderem in den Philosophical Transactions und den Proceedings of the Royal Society; ferner für seine theoretischen und praktischen Arbeiten zu Fragen der antiseptischen Behandlung in der Chirurgie.“ |
| 1880 | Andrew Noble                               | Physik            | “For his researches (jointly with Mr Abel) into the action of explosives; his invention of the chronoscope; and other mathematical & physical inquiries.” „Für seine (gemeinsam mit Abel unternommenen) Forschungen zur Wirkung explosiver Stoffe, für seine Erfindung des Chronoskops und weitere mathematische und physikalische Untersuchungen.“ |
| 1881 | Francis Maitland Balfour                   | Biologie          | “For his numerous and important contributions to animal morphology; and more especially for his investigations respecting the origin of the urogenital organs and the cerebrospinal nerves of the Vertebrata; and for his work on the development of the Elasmobranch fishes.” „Für seine zahlreichen und wichtigen Beiträge zur Morphologie der Tiere, besonders für seine Forschungen zur Entstehung des Urogenitalsystems und des zentralen Nervensystems der Wirbeltiere, sowie für seine Arbeit zur Entwicklung der Plattenkiemer (Elasmobranchii).“ |
| 1881 | John Hewitt Jellett                        | Mathematik        | “For his various mathematical & physical papers, more especially for his researches in chemical optics, & his invention of the new and delicate analyser by which they were carried out.” „Für seine verschiedenen mathematischen und physikalischen Schriften, besonders für seine Forschungen zur Optischen Chemie und seine Erfindung eines neuen Analysegeräts, mit dem er diese Forschungen betrieb.“ |
| 1882 | William Henry Flower                       | Biologie          | “For his valuable contributions to the morphology and classification of the Mammalia and to anthropology.” „Für seine wertvollen Beiträge zur Morphologie und Klassifizierung der Säugetiere und zur Anthropologie.“ |
| 1882 | Lord Rayleigh                              | Physik            | “For his various papers in mathematical and experimental physics.” „Für seine verschiedenen Schriften zur mathematischen und zur Experimentalphysik.“ |
| 1883 | John Scott Burdon-Sanderson                | Physiologie       | “For the eminent services which he has rendered to physiology and pathology, especially for his investigation of the relations of micro-organisms to disease, and his researches on the electric phenomena of plants.” „Für die wichtigen Dienste an der Physiologie und der Pathologie, besonders für seine Erforschung der Beziehungen zwischen Mikroorganismen und Krankheiten, und für seine Forschungen zu elektrischen Phänomenen bei Pflanzen.“ |
| 1883 | Thomas Archer Hirst                        | Mathematik        | “For his researches in pure mathematics.” „Für seine Forschungen in der Reinen Mathematik.“ |
| 1884 | Daniel Oliver                              | Botanik           | “For his investigations in the classification of plants, and for the great services which he has rendered to taxonomic botany.” „Für seine Forschungen zur Klassifikation der Pflanzen sowie für seine großen Dienste, die er der taxonomischen Botanik erwiesen hat.“ |
| 1884 | George Howard Darwin                       | Mathematik        | “For his mathematical investigations on the rigidity of the Earth, and on tides.” „Für seine mathematischen Forschungen zur Steifigkeit der Erde und zu den Gezeiten.“ |
| 1885 | Ray Lankester                              | Zoologie          | “For his discoveries concerning the embryology and morphology of the mollusca and his services to embryology & animal morphology in general.” „Für seine Entdeckungen in Bezug auf die Embryologie und Morphologie der Mollusken und allgemein für seine Dienste an der Embryologie und Tiermorphologie.“ |
| 1885 | David Edward Hughes                        | Elektrotechnik    | “For his electric and magnetic researches, and his invention of the microphone & the induction balance.” „Für seine elektrischen und magnetischen Forschungen und seine Erfindung des Mikrofons und des induktiven Ausgleichs.“ |
| 1886 | Francis Galton                             | Biologie          | “For his statistical inquiries into biological phenomena.” „Für seine statistischen Forschungen zu biologischen Phänomenen.“ |
| 1886 | Peter Guthrie Tait                         | Physik            | “For his various mathematical and physical researches.” „Für seine verschiedenen mathematischen und physikalischen Forschungen.“ |
| 1887 | Henry Nottidge Moseley                     | Naturgeschichte   | “For his numerous researches in animal morphology, and especially his investigations.” „Für seine zahlreichen Forschungsbeiträge zur Tiermorphologie, besonders für seine Entdeckungen.“ |
| 1887 | Alexander Ross Clarke                      | Geodäsie          | “For his comparison of standards of length and determination of the figure of the Earth.” „Für seinen Vergleich der Längenstandards und die Bestimmung der Form der Erde.“ |
| 1888 | Ferdinand von Mueller                      | Geographie        | “For his long services in Australian exploration and for his investigations of the flora of the Australian continent.” „Für seine langanhaltenden Dienste an der Erforschung Australiens und für seine Entdeckungen in der Flora des australischen Kontinents.“ |
| 1888 | Osborne Reynolds                           | Physik            | “For his investigations in mathematical & experimental physics, and on the application of scientific theory to engineering.” „Für seine Forschungen in der mathematischen und der Experimentalphysik sowie für die Anwendung wissenschaftlicher Theorie auf die Ingenieurwissenschaft.“ |
| 1889 | Walter Holbrook Gaskell                    | Physiologie       | “For his researches in cardiac physiology and his important discoveries in the anatomy and physiology of the sympathetic nervous system.” „Für seine Forschungen zur Kardialphysiologie und seine bedeutenden Entdeckungen in der Anatomie und Physiologie des sympathischen Nervensystems.“ |
| 1889 | Thomas Edward Thorpe                       | Chemie            | “For his researches on fluorine compounds, and his determination of the atomic weights of titanium and gold.” „Für seine Forschungen zu Fluorverbindungen und seine Bestimmung des Atomgewichts von Titan und Gold.“ |
| 1890 | David Ferrier                              | Neurologie        | “For his researches on the localisation of cerebral functions.” „Für seine Forschungen über die Lokalisierung von Gehirnfunktionen.“ |
| 1890 | John Hopkinson                             | Physik            | “For his researches in magnetism and electricity.” „Für seine Forschungen zu Magnetismus und Elektrizität.“ |
| 1891 | Charles Lapworth                           | Geologie          | “For his researches among the older rocks of Britain.” „Für seine Forschungen an älteren Gesteinen in Britannien.“ |
| 1891 | Arthur William Rucker                      | Physik            | “For his researches on liquid films, and his contributions to our knowledge of terrestrial magnetism.” „Für seine Forschungen an Flüssigkeitsfilmen und seine Beiträge zu unserem Wissen über den Erdmagnetismus.“ |
| 1892 | John Newport Langley                       | Physiologie       | “For his work on secreting glands, and on the nervous system.” „Für seine Arbeit über Sekretdrüsen und über das Nervensystem.“ |
| 1892 | Charles Pritchard                          | Astronomie        | “For his work on photometry and stellar parallax.” „Für seine Arbeit zur Photometrie und der Sternenparallaxe.“ |
| 1893 | Arthur Schuster                            | Physik            | “For his spectroscopic inquiries, and his researches on disruptive discharge through gases and on terrestrial magnetism.” „Für seine spektroskopischen Untersuchungen und seine Forschungen über plötzliche Gasentladungen und über den Erdmagnetismus.“ |
| 1893 | Harry Marshall Ward                        | Botanik           | “For his researches into the life-history of fungi and schizomycetes.” „Für seine Forschungen zur Lebensgeschichte von Pilzen und Schizomyceten.“ |
| 1894 | Victor Horsley                             | Physiologie       | “For his investigations relating to the physiology of the nervous system, and of the thyroid gland, and to their applications to the treatment of disease.” „Für seine Untersuchungen zur Physiologie des Nervensystems und der Schilddrüse und zu deren Anwendung bei der Behandlung von Krankheiten.“ |
| 1894 | Joseph John Thomson                        | Physik            | “For his contributions to mathematical and experimental physics especially to electrical theory.” „Für seine Beiträge zur mathematischen und zur Experimentalphysik, besonders zur Theorie der Elektrizität.“ |
| 1895 | James Alfred Ewing                         | Physik            | “For his investigations on magnetic induction in iron and other metals.” „Für seine Forschungen über die magnetische Induktion bei Eisen und anderen Metallen.“ |
| 1895 | John Murray                                | Ozeanografie      | “For his services to biological science and oceanography in connection with the "Challenger" reports, and for his original contributions to the same.” „Für seine Dienste an der Biologie und der Ozeanografie in Zusammenhang mit den Ergebnisberichten zur Challenger-Expedition sowie für seine eigenen Beiträge zu diesem Thema.“ |
| 1896 | Charles Boys                               | Physik            | “For his invention of Quartz Fibres and and [sic] investigation of their properties, his improvement of the radio-micrometer and investigations with it, for developments in the art of instantaneous photography, and for his determination of the value of the constant of attraction.” „Für seine Erfindung der Quarzfasern und die Untersuchung ihrer Eigenschaften; für seine Verbesserung des Radio-Mikrometers und Forschungen mit diesem, für die Weiterentwicklung der Serienbildfotografie und für seine Bestimmung des Wertes der Anziehungs-Konstante.“ |
| 1896 | Archibald Geikie                           | Geologie          | “For his many original contributions to geology especially those upon the Old Red Sandstone of Western Europe.” „Für seine vielen Beiträge zur Geologie, besonders diejenigen über den Old-Red-Sandstein in Westeuropa.“ |
| 1897 | Andrew Russell Forsyth                     | Mathematik        | “For his contributions to the progress of pure mathematics, and especially for his work in differential equations and the theory of functions.” „Für seine Beiträge zum Fortschritt der Reinen Mathematik, besonders für seine Arbeit zu Differentialgleichungen und zur Funktionentheorie.“ |
| 1897 | Richard Strachey                           | Geologie          | “For his researches in geographical, meteorological, and botanical science.” „Für seine Forschungen in der Geographie, Meteorologie und Botanik.“ |
| 1898 | Walter Gardiner                            | Botanik           | “For his researches on the protoplasmic connection of the cells of vegetable tissues and on the minute histology of plants.” „Für seine Forschungen über die Protoplasma-Verbindung der Zellen im pflanzlichen Gewebe und über die Fein-Histologie von Pflanzen.“ |
| 1898 | John Kerr                                  | Physik            | “For his researches on the optical effect of electrical stress and on the reflection of light at the surface of a magnetised body.” „Für seine Forschungen zum optischen Effekt von electrical stress und über die Lichtbeugung an Oberflächen magnetisierter Körper.“ |
| 1899 | George Francis FitzGerald                  | Physik            | “For his contributions to physical science, especially in the domains of optics and electricity.” „Für seine Beiträge zur Physik, besonders zu den Gebieten der Optik und der Elektrizität.“ |
| 1899 | William Carmichael McIntosh                | Meeresbiologie    | “For his important monographs on British marine zoology and on the fishing industries.” „Für seine wichtigen Monografien über die britische Meeresfauna und über die Fischindustrie.“ |

### 1900–1999
| Jahr | Wissenschaftler                 | Gebiet                     | Begründung |
| ---- | ------------------------------- | -------------------------- | --- |
| 1900 | Percy Alexander MacMahon        | Mathematik                 | “For the number and range of his contributions to mathematical science.” „Für die Anzahl und Reichweite seiner Beiträge zur Mathematik.“ |
| 1900 | Alfred Newton                   | Ornithologie               | “For his eminent contributions to the science of ornithology and the geographical distribution of animals.” „Für seine herausragenden Beiträge zur Ornithologie und zur geographischen Verbreitung der Tiere.“ |
| 1901 | William Thomas Blanford         | Geologie                   | “For his work in connection with the geographical distribution of animals.” „Für seine Arbeit in Verbindung mit der geographischen Verbreitung der Tiere.“ |
| 1901 | William Edward Ayrton           | Elektrotechnik             | “For his contributions to electrical science.” „Für seine Beiträge zur Wissenschaft der Elektrizität.“ |
| 1902 | Horace Lamb                     | Angewandte Mathematik      | “For his investigations in mathematical physics.” „Für seine Forschungen in der Mathematischen Physik.“ |
| 1902 | Edward Albert Schafer           | Neurologe                  | “For his researches into the functions and minute structure of the Central Nervous System, especially with regard to the motor and sensory functions of the cortex of the brain.” „Für seine Forschungen zu den Funktionen und der Feinstruktur des Zentralen Nervensystems, besonders im Hinblick auf die motorischen und sensorischen Funktion der Großhirnrinde.“ |
| 1903 | Horace Tabberer Brown           | Chemie                     | “For his work on the chemistry of the carbohydrates and on the assimilation of carbonic acid by green plants.” „Für seine Arbeit zur Chemie der Kohlenhydrate und der Assimilierung von Kohlensäure durch grüne Pflanzen.“ |
| 1903 | David Gill                      | Astronomie                 | “For his researches in solar and stellar parallax, and his energetic direction of the Royal Observatory at the Cape of Good Hope.” „Für seine Forschungen zur Sonnen- und Sternenparallaxe und für seine engagierte Leitung des Royal Observatory am Kap der Guten Hoffnung.“ |
| 1904 | William Burnside                | Mathematik                 | “For his researches in mathematics, particularly in the theory of groups.” „Für seine Forschungen in der Mathematik, besonders der Gruppentheorie.“ |
| 1904 | David Bruce                     | Mikrobiologie              | “For his valuable researches in the pathology of Malta fever, nagana, and sleeping sickness, and especially for his discoveries as regards the exact causes of these diseases.” „Für seine wertvollen Forschungen zur Pathologie des Maltafiebers, der Nagana und der Schlafkrankheit, besonders für seine Entdeckungen zur jeweiligen wirklichen Krankheitsursache.“ |
| 1905 | John Henry Poynting             | Physik                     | “For his researches in physical science, especially in connection with the constant of gravitation and the theories of electrodynamics and radiation.” „Für seine Forschungen in der Physik, besonders in Verbindung mit der Gravitationskonstante sowie der Theorie der Elektrodynamik und der Radioaktivität.“ |
| 1905 | Charles Scott Sherrington       | Neurophysiologie           | “For his researches on the Central Nervous System especially in relation to reflex action.” „Für seine Forschungen über das Zentrale Nervensystem, insbesondere in Bezug auf Reflexe.“ |
| 1906 | Dukinfield Henry Scott          | Botanik                    | “For his investigations and discoveries in connection with the structure and relationship of fossil plants.” „Für seine Forschungen und Entdeckungen in Verbindung mit der Struktur und den Verwandtschaftsverhältnissen fossiler Pflanzen.“ |
| 1906 | Alfred George Greenhill         |                            | “For his contributions to mathematics, especially the elliptic functions and their applications.” „Für seine Beiträge zur Mathematik, besonders den Elliptischen Funktionen und ihren Anwendungen.“ |
| 1907 | Ramsay Heatley Traquair         | Naturgeschichte            | “On the ground of his discoveries relating to fossil fishes.” „Gegründet auf seine Entdeckungen über fossile Fische.“ |
| 1907 | Ernest William Hobson           | Mathematik                 | “On the ground of his investigations in mathematics.” „Gegründet auf seine mathematischen Forschungen.“ |
| 1908 | John Milne                      | Geologie                   | “On the ground of his work in seismology.” „Gegründet auf seine Arbeit in der Seismologie.“ |
| 1908 | Henry Head                      | Neurologie                 | “On the ground of his researches on the relations between the visceral & somatic nerves and on the functions of the different nerves.” „Gegründet auf seine Forschungen über die Verbindungen zwischen den viszeralen und den somatischen Nerven sowie über die Funktionsweise verschiedener Nerven.“ |
| 1909 | Ronald Ross                     | Medizin                    | “On the ground of his researches in connection with malaria.” „Gegründet auf seine Forschungen an der Malaria.“ |
| 1909 | Augustus Edward Hough Love      |                            | “On the ground of his researches in the theory of elasticity and cognate subjects.” „Gegründet auf seine Forschungen zur Theorie der Elastizität und verwandten Themen.“ |
| 1910 | John Joly                       | Geologe                    | “On the ground of researches in physics and geology.” „Gegründet auf Forschungen in der Physik und Geologie.“ |
| 1910 | Frederick Orpen Bower           | Botanik                    | “On the ground of his treatise on the origin of a land flora.” „Gegründet auf seine Abhandlung über die Entstehung der Landflora.“ |
| 1911 | William Bayliss                 |                            | “On the ground of his researches in physiology.” „Gegründet auf seine Forschungen in der Physiologie.“ |
| 1911 | George Chrystal                 | Mathematik                 | “On the ground of his work in mathematics and physics.” „Gegründet auf seine Arbeit in der Mathematik und Physik.“ |
| 1912 | William Mitchinson Hicks        | Physik                     | “On the ground of his researches in mathematical physics.” „Gegründet auf seine Forschungen in der Mathematischen Physik.“ |
| 1912 | Grafton Elliot Smith            | Anatomie                   | “(No citation)” „(Kein Begründungstext)“ |
| 1913 | Harold Baily Dixon              | Chemie                     | “On the ground of his eminence in physical chemistry, especially in connexion with explosions in gases.” „Gegründet auf seine herausragende Rolle in der Physikalischen Chemie, besonders in Verbindung mit Explosionen in Gasen.“ |
| 1913 | Ernest Starling                 | Physiologie                | “On the ground of his contributions to the advancement of physiology.” „Gegründet auf seine Beiträge zum Fortschritt der Physiologie.“ |
| 1914 | William Johnson Sollas          | Geologie                   | “For researches in palaeontology.” „Für Forschungen in der Paläontologie.“ |
| 1914 | Ernest William Brown            | Astronomie                 | “For investigations in astronomy, chiefly in the lunar theory” „Für Forschungen in der Astronomie, hauptsächlich in der Theorie des Mondes.“ |
| 1915 | William Halse Rivers Rivers     | Ethnologie                 | “On the ground of his important contributions to ethnography and ethnology.” „Gegründet auf seine bedeutenden Beiträge zur Ethnografie und Ethnologie.“ |
| 1915 | Joseph Larmor                   | Mathematiker               | “On the ground of his numerous and important contributions to mathematical and physical science.” „Gegründet auf seine zahlreichen und bedeutenden Beiträge zur Mathematik und Physik.“ |
| 1916 | John Scott Haldane              | Physiologe                 | “For his distinguished services to chemical physiology, more especially in reference to the chemical changes in respiration” „Für seine vorzüglichen Dienste an der chemischen Physiologie, besonders in Bezug auf die chemischen Umwandlungsvorgänge bei der Atmung.“ |
| 1916 | Hector Munro Macdonald          | Mathematik                 | “For his contributions to mathematical physics.” „Für seine Beiträge zur Mathematischen Physik.“ |
| 1917 | John Aitken                     | Meteorologie               | “On the ground of his work on cloudy condensations.” „Gegründet auf seine Arbeit über Wolkenkondensation.“ |
| 1917 | Arthur Smith Woodward           | Paläontologie              | “On the ground of his researches in vertebrate palaeontology.” „Gegründet auf seine Forschungen zur Paläontologie der Wirbeltiere.“ |
| 1918 | Frederick Gowland Hopkins       | Biochemie                  | “On the ground of his researches in chemical physiology.” „Gegründet auf seine Forschungen in der chemischen Physiologie.“ |
| 1918 | Alfred Fowler                   | Mathematik                 | “For his distinguished researches in physical astronomy and spectroscopy.” „Für seine vorzüglichen Forschungen in der physikalischen Astronomie und Spektroskopie.“ |
| 1919 | John Bretland Farmer            | Botanik                    | “On the ground of his notable work on plant and animal cytology.” „Gegründet auf seine beachtenswerte Arbeit über die Zytologie von Pflanzen und Tieren.“ |
| 1919 | James Jeans                     | Mathematik                 | “On the ground of his researches in applied mathematics” „Gegründet auf seine Forschungen in der Angewandten Mathematik. |
| 1920 | William Bateson                 | Genetik                    | “On the ground of his contributions to biological science, and especially his studies in genetics.” „Gegründet auf seine Beiträge zur Biologie, besonders seine genetischen Studien.“ |
| 1920 | Godfrey Harold Hardy            | Mathematik                 | “On the ground of his researches in pure mathematics.” „Gegründet auf seine Forschungen in Reiner Mathematik.“ |
| 1921 | Frederick Blackman              | Botanik                    | “For his researches on the gaseous exchange in plants & on the operation of limiting factors.” „Für seine Forschungen über Gasaustausch bei Pflanzen und die Funktionsweise der Limiting factors.“ |
| 1921 | Frank Dyson                     | Astronomie                 | “For his researches on the distribution and movement of the stars.” „Für seine Forschungen über die Verteilung und Bewegung der Sterne.“ |
| 1922 | Joseph Barcroft                 | Physiologie                | “For his researches in physiology and especially for his work in connection with respiration.” „Für seine Forschungen zur Physiologie, besonders für seine Arbeit zur Atmung.“ |
| 1922 | Charles Thomson Rees Wilson     | Meteorologie               | “For his researches on condensation nuclei and atmospheric electricity.” „Für seine Forschungen über Kondensationskeime und atmosphärische Elektrizität.“ |
| 1923 | Napier Shaw                     | Meteorologie               | “For his researches in meteorological science” „Für seine Forschungen in der Meteorologie.“ |
| 1923 | Charles James Martin            | Physiologie                | “For his researches on animal metabolism” „Für seine Forschungen über den tierischen Metabolismus.“ |
| 1924 | Henry Hallett Dale              | Pharmakologie              | “For his researches in pharmacology and physiology.” „Für seine Forschungen in der Pharmakologie und Physiologie.“ |
| 1924 | Dugald Clerk                    | Ingenieurwesen             | “For his application of scientific principles to engineering problems.” „Für seine Anwendung wissenschaftlicher Methoden auf Ingenieurprobleme.“ |
| 1925 | William Henry Perkin junior     | Organische Chemie          | “For his work on the constitution of the alkaloids carried out during the past few years.” „Für seine in den letzten wenigen Jahren geleistete Arbeit über die Beschaffenheit der Alkaloide.“ |
| 1925 | Albert Charles Seward           | Botanik                    | “For his researches on the palaeobotany of Gondwanaland.” „Für seine Forschungen zur Paläobotanik von Gondwana.“ |
| 1926 | William Bate Hardy              | Biochemie                  | “For his pioneer work on colloidal chemistry and the theory of lubrication.” „Für seine Pionierarbeit über die Chemie von Kolloiden und die Theorie der Schmierung.“ |
| 1926 | Archibald Vivian Hill           | Physiologie                | “For his distinguished work on the physical and chemical aspects of muscular contraction.” „Für seine ausgezeichnete Arbeit zu physikalischen und chemischen Aspekten der Muskelkontraktion.“ |
| 1927 | Thomas Lewis                    | Kardiologie                | “For his researches on the vascular system, following upon his earlier work on the mammalian heart-beat.” „Für seine Forschungen über den Blutkreislauf, denen eine frühere Arbeit über den Herzschlag bei Säugetieren voranging.“ |
| 1927 | John Cunningham McLennan        | Physik                     | “For his researches in spectroscopy and atomic physics.” „Für seine Forschungen in der Spektroskopie und Atomphysik.“ |
| 1928 | Robert Broom                    | Paläontologie              | “For his discoveries which have shed new light on the problem of the origin of mammals.” „Für seine Entdeckungen, die das Problem der Entstehung der Säugetiere in ein neues Licht rückten.“ |
| 1928 | Arthur Stanley Eddington        | Astrophysik                | “For his contributions to astrophysics.” „Für seine Beiträge zur Astrophysik.“ |
| 1929 | Robert Muir                     | Pathologie                 | “For his contributions to the science of immunology.” „Für seine Beiträge zur Immunologie.“ |
| 1929 | John Edensor Littlewood         | Mathematik                 | “For his work on mathematical analysis and the theory of prime numbers.” „Für seine Arbeit in Mathematischer Analysis und zur Theorie der Primzahlen.“ |
| 1930 | Owen Willans Richardson         | Physik                     | “For his work on thermionics and spectroscopy.” „Für seine Arbeit über Glühemission und Spektroskopie.“ |
| 1930 | John Edward Marr                | Geologie                   | “For his pioneer work in the accurate zoning of the palaeozoic rocks.” „Für seine Pionierarbeit zur genauen Einordnung paläozoischer Gesteine.“ |
| 1931 | William Henry Lang              | Botanik                    | “For his work on the anatomy and morphology of the fern-like fossils of the Old Red.” „Für seine Arbeit zur Anatomie und Morphologie der farnähnlichen Fossilien des Old-Red-Sandsteins.“ |
| 1931 | Richard Glazebrook              | Physik                     | “For his distinguished work in experimental physics.” „Für seine ausgezeichnete Arbeit in der Experimentalphysik.“ |
| 1932 | Robert Robinson                 | Chemie                     | “For his work in many branches of organic chemistry, especially on the structure of plant products and their phytochemical synthesis.” „Für seine Arbeit in vielen Bereichen der Organischen Chemie, besonders zur Struktur von Pflanzenprodukten und ihre phytochemische Synthese.“ |
| 1932 | Edward Mellanby                 | Pharmakologie              | “For his important researches on dietary factors, particularly in connexion with rickets.” „Für seine bedeutenden Forschungen über Ernährungsfaktoren, besonders in Verbindung mit der Rachitis.“ |
| 1933 | Patrick Playfair Laidlaw        | Virologie                  | “For his work on diseases due to viruses, including that on the cause and prevention of distemper in dogs.” „Für seine Arbeit zu durch Viren ausgelösten Krankheiten, inklusive zu Fragen der Ursache und Prävention von Staupe bei Hunden.“ |
| 1933 | Geoffrey Ingram Taylor          | Physik                     | “For his mathematical work in physics, geophysics and aerodynamics.” „Für seine mathematischen Arbeit auf den Gebieten der Physik, Geophysik und Aerodynamik.“ |
| 1934 | Sydney Chapman                  | Geophysik                  | „For his researches in the kinetic theory of gases, in terrestrial magnetism and in the phenomena of the upper atmosphere.“ „Für seine Forschungen zur kinetischen Theorie von Gasen, zum Erdmagnetismus und zu Phänomenen in der oberen Atmosphäre.“ |
| 1934 | Edgar Douglas Adrian            | Elektrophysiologie         | “For his work on the physiology of nerve and its application to the problems of sensation.” „Für seine Arbeit zur Physiologie der Nerven und deren Anwendung auf das Problem der Sensation. |
| 1935 | Charles Galton Darwin           | Physik                     | “For his researches in mathematical physics, especially in the quantum mechanics of the electron and in optics.” „Für seine Forschungen in der Mathematischen Physik, besonders in der Quantenmechanik des Elektrons und in der Optik.“ |
| 1935 | Alfred Harker                   | Petrologie                 | “In recognition of his distinguished work and influence as a petrologist.” „In Anerkennung seiner vorzüglichen Arbeit und seinem Einfluss als Petrologe.“ |
| 1936 | Ralph Howard Fowler             | Physik                     | “For his work on statistical mechanics and allied departments of modern mathematical physics.” „Für seine Arbeit zur statistischen Mechanik und zugehörige Gebiete der modernen Mathematischen Physik.“ |
| 1936 | Edwin Stephen Goodrich          | Zoologie                   | “For his work on the morphology of the excretory organs of the invertebrate and for his work on the comparative anatomy and embryology ” „Für seine Arbeit zur Morphologie der Ausscheidungsorgane der Wirbellosen und für seine Arbeit zur Vergleichenden Anatomie und Embryologie.“ |
| 1937 | Nevil Vincent Sidgwick          | Chemie                     | “In recognition of his distinguished work on valency and on molecular structure.” „In Anerkennung seiner vorzüglichen Arbeit über Valenz und Molekülstruktur.“ |
| 1937 | Arthur Henry Reginald Buller    | Biologie                   | “In recognition of his researches on the general biology and sexuality of the fungi.” „In Anerkennung seiner Forschungen über Sexualität und weitere biologische Eigenschaften der Pilze.“ |
| 1938 | Ronald Aylmer Fisher            | Statistik                  | “For his important contributions to the theory and practice of statistical methods.” „Für seine bedeutenden Beiträge zur Theorie und Praxis statistischer Methoden.“ |
| 1938 | Francis William Aston           | Physik                     | “For his discovery of the isotopes of non-radioactive elements.” „Für seine Entdeckung der Isotope nicht-radioaktiver Elemente.“ |
| 1939 | Paul Dirac                      | Physik                     | “For the leading part he had taken in the development of the new quantum mechanics.” „Für die führende Rolle, die er in der Entwicklung der neuen Quantenmechanik eingenommen hat.“ |
| 1939 | David Keilin                    | Entomologie                | “For his contributions to biochemistry and entomology; in particular for his demonstration of the part played by cytochrome in the oxidation-reduction mechanisms of the living cell; and for his studies of the higher diptera.” „Für seine Beiträge zur Biochemie und Entomologie; besonders für seine Aufzeigung der Rolle, die die Zytochrome bei den Oxidations-Reduktions-Mechanismen der lebenden Zelle spielt; ebenso für seine Studien über höhere Diptera.“ |
| 1940 | Patrick Maynard Stuart Blackett | Physik                     | “For his studies of cosmic rays and the showers of particles which they produce, for his share in the discovery of the positive electron, for his work on mesons and many other experimental achievements.” „Für seine Studien zur kosmischen Strahlung und die dadurch erzeugten Partikelschauer, für seinen Anteil bei der Entdeckung des positiven Elektrons, für seine Arbeit an Mesonen und viele weitere experimentelle Erfolge.“ |
| 1940 | Francis Hugh Adam Marshall      | Physiologie                | “For his contributions to the physiology of animal reproduction.” „Für seine Beiträge zur Physiologie der tierischen Reproduktion.“ |
| 1941 | Edward Arthur Milne             | Astrophysik                | “For his researches on the atmospheres of the earth and the sun, on the internal constitution of the stars, and on the theory of relativity.” „Für seine Forschungen über die Atmosphäre der Erde und der Sonne, über den inneren Aufbau der Sterne, und über die Relativitätstheorie.“ |
| 1941 | Ernest Laurence Kennaway        | Pathologie                 | “For his discovery of the nature of the carcinogenic substances in coal tar and for his investigations on production of cancer by synthetic substances.” „Für seine Entdeckung der Natur der karzinogenen Stoffe im Steinkohlenteer und für seine Forschungen zur Krebserregung durch synthetische Stoffe.“ |
| 1942 | Walter Norman Haworth           | Chemie                     | “For his fundamental contributions to organic chemistry, particularly to the constitution of the sugars and the structure of complex polysaccharides.” „Für seine grundlegenden Beiträge zur Organischen Chemie, besonders zum Aufbau der Zucker und der Struktur komplexer Polysaccharide.“ |
| 1942 | William Whiteman Carlton Topley | Bakteriologie              | “For his outstanding work on experimental epidemiology and immunology.” „Für seine herausragende Arbeit zur experimentellen Epidemiologie und Immunologie.“ |
| 1943 | Harold Spencer Jones            | Astronomie                 | “For his determination of the solar parallax and of other fundamental astronomical constants.” „Für seine Ermittlung der Sonnenparallaxe und weiterer fundamentaler astronomischer Konstanten.“ |
| 1943 | Edward Battersby Bailey         | Geologie                   | “For his distinguished contributions to the knowledge of mountain structure and his studies on the tectonics of vulcanism.” „Für seine vorzüglichen Beiträge zum Wissen von der Struktur der Gebirge und seine Studien über die Tektonik des Vulkanismus.“ |
| 1944 | David Brunt                     | Meteorologie               | “For his fundamental contributions to meteorology.” „Für seine grundlegenden Beiträge zur Meteorologie.“ |
| 1944 | Charles Robert Harington        | Chemie                     | “For his work in the analysis and synthesis of thyroxine, and in immunological chemistry.” „Für seine Arbeit zur Analyse und Synthese von Thyroxin sowie in der immunologischen Chemie.“ |
| 1945 | John Desmond Bernal             | Kristallografie            | “For his work on the structure of proteins and other substances by X-ray methods and for the solution of many other problems requiring a physical approach.” „Für seine Arbeit zur Struktur der Proteine und anderer Substanzen durch die Verwendung von Röntgenstrahlen sowie für die Lösung vieler weiterer Probleme, die einen physikalischen Zugang erfordern.“ |
| 1945 | Edward James Salisbury          | Botanik                    | “For his notable contributions to plant ecology and to the study of the British flora generally.” „Für seine bemerkenswerten Beiträge zur Pflanzenökologie und zum Studium der britischen Flora generell.“ |
| 1946 | William Lawrence Bragg          | Physik                     | “For his distinguished researches in the sciences of X-ray structure analysis and X-ray spectroscopy.” „Für seine vorzüglichen Forschungen auf den Gebieten der Strukturanalyse und Spektroskopie durch Röntgenstrahlen.“ |
| 1946 | Cyril Dean Darlington           | Biologie                   | “For his distinguished researches in cytology and genetics.” „Für seine vorzüglichen Forschungen in der Zytologie und Genetik.“ |
| 1947 | Cyril Norman Hinshelwood        | Chemie                     | “For his distinguished work on the mechanism of chemical reactions from the simplest gas phase processes to the complexities of cell division.” „Für seine vorzügliche Arbeit über den Mechanismus chemischer Reaktionen vom einfachsten Prozess in der Gasphase bis zur Komplexität der Zellteilung.“ |
| 1947 | Frank Macfarlane Burnet         | Virologie                  | “For his distinguished work on bacteriophages, viruses and immunity; and for his contributions to the study of infectious disease as an ecological phenomenon.” „Für seine vorzügliche Arbeit über Bakteriophagen, Viren und Immunität sowie für seine Beiträge zum Studium von Infektionskrankheiten als ökologischem Phänomen.“ |
| 1948 | Harold Jeffreys                 | Geophysik                  | “For his distinguished work in geophysics and his important contributions to the astronomy of the solar system.” „Für seine vorzügliche Arbeit zur Geophysik und seine bedeutenden Beiträge zur Astronomie des Sonnensystems.“ |
| 1948 | James Gray                      | Zoologie                   | “For his distinguished researches in cytology, ciliary movement, and particularly his anatomical and experimental studies of animal posture and locomotion.” „Für seine vorzüglichen Forschungen in der Zytologie, der ziliären Bewegung, besonders für seine anatomischen und experimentellen Studien zur Haltung und Bewegung der Tiere.“ |
| 1949 | George Paget Thomson            | Physik                     | “For his distinguished contributions to many branches of atomic physics, and especially for his work in establishing the wave properties of the electron.” „Für seine vorzüglichen Beiträge zu vielen Zweigen der Atomphysik, besonders für seine Arbeit zur Aufstellung der Welleneigenschaften des Elektrons.“ |
| 1949 | Rudolph Albert Peters           | Biochemie                  | “For his distinguished biochemical researches, in particular his investigations of (i) the biochemical role of vitamin B1 in tissue metabolism; and (ii) the mechanism of the toxic action of lewisite and other arsenical compounds.” „Für seine vorzüglichen biochemischen Forschungen, besonders seine Entdeckung der biochemischen Rolle des Vitamins B1 beim Metabolismus des Zellgewebes sowie des Mechanismus der toxischen Wirkung des Lewisits und anderer Arsenverbindungen.“ |
| 1950 | Edward Victor Appleton          | Physik                     | “For his work on the ele [sic] transmission of electromagnetic waves round the earth and for his investigations of the ionic state of the upper atmosphere.” „Für seine Arbeit zur Ausbreitung elektromagnetischer Wellen um die Erde und für seine Forschungen zum ionischen Zustand der oberen Atmosphäre.“ |
| 1950 | Carl Frederick Abel Pantin      | Zoologie                   | “For his contributions to the comparative physiology of the Invertebrata, particularly his work on nerve conduction in Crustacea and Actinozoa.” „Für seine Beiträge zur Vergleichenden Physiologie der Wirbellosen, besonders für sein Werk zur Reizweiterleitung in Nerven bei Crustacea und Actinozoa.“ |
| 1951 | Ian Heilbron                    | Chemie                     | “In recognition of his distinguished contributions to organic chemistry, notably in the field of vitamin A and polyene synthesis.” „In Anerkennung seiner vorzüglichen Beiträge zur Organischen Chemie, besonders auf dem Gebiet der Synthese von Vitamin A und Polyenen.“ |
| 1951 | Howard Walter Florey            | Pharmakologie              | “In recognition of his distinguished contributions to pathology by his studies of the functions of mucin and by his work on penicillin and other antibiotics.” „In Anerkennung seiner vorzüglichen Beiträge zur Pathologie durch seine Studien über die Funktionsweise der Mucine und durch seine Arbeit über Penizillin und weitere Antibiotika.“ |
| 1952 | Christopher Kelk Ingold         | Chemie                     | “In recognition of his extensive theoretical and practical studies of the mechanism of organic chemical reactions and the factors influencing them; and for his analysis of the structure of benzene.” „In Anerkennung seiner umfassenden theoretischen und praktischen Studien zum Mechanismus organischer chemischer Reaktionen und der sie beeinflussenden Faktoren; ferner für seine Analyse der Struktur des Benzols.“ |
| 1952 | Frederic Charles Bartlett       | Experimentalpsychologie    | “In recognition of his creation of an experimental school of psychology which has established under his leadership an outstanding position recognized internationally as without superior.” „In Anerkennung seiner Gründung einer experimentellen Schule für Psychologie, die unter seiner Leitung eine internationale Position ohnegleichen erreichte.“ |
| 1953 | Nevill Francis Mott             | Physik                     | “In recognition of his eminent work in the field of quantum theory and particularly in the theory of metals.” „In Anerkennung seiner herausragenden Arbeit auf dem Gebiet der Quantentheorie und besonders der Theorie der Metalle.“ |
| 1953 | Paul Fildes                     | Mikrobiologie              | “In recognition of his classical researches on growth factors for bacteria and for laying the foundation of work leading to a rational approach to chemotherapy.” „In Anerkennung seiner klassischen Forschungen über Wachstumsfaktoren bei Bakterien und für seine grundlegende Arbeit, die zu einem vernünftigen Zugang zur Chemotherapie führte.“ |
| 1954 | John Cockcroft                  | Physik                     | “In recognition of his distinguished work on nuclear and atomic physics.” „In Anerkennung seiner vorzüglichen Arbeit zur Nuklear- und Atomphysik.“ |
| 1954 | Hans Adolf Krebs                | Biochemie                  | “In recognition of his discovery of two key reactions in animal metabolism and for his distinguished contributions to the knowledge of cell” „In Anerkennung seiner Entdeckung zweier Schlüsselreaktionen im tierischen Metabolismus und für seine vorzüglichen Beiträge zum Wissen über die Zellen.“ |
| 1955 | Alexander Robertus Todd         | Biochemie                  | “In recognition of his distinguished work in organic chemistry.” „In Anerkennung seiner vorzüglichen Arbeit in der Organischen Chemie.“ |
| 1955 | Vincent Brian Wigglesworth      | Entomologie                | “In recognition of his distinguished experimental contributions of outstanding value to many aspects of insect physiology.” „In Anerkennung seiner vorzüglichen experimentellen Beiträge von herausragendem Wert für viele Aspekte der Physiologie der Insekten.“ |
| 1956 | Dorothy Crowfoot Hodgkin        | Chemie                     | “In recognition of her distinguished work in the elucidation of structures of penicillin, vitamin B12 and other important compounds by the methods of X-ray crystallography.” „In Anerkennung ihrer vorzüglichen Arbeit bei der Aufklärung der Struktur des Penicillin, des Vitamins B12 und weiterer wichtiger Verbindungen durch die Methode der Röntgenkristallografie.“ |
| 1956 | Owen Thomas Jones               | Geologie                   | “In recognition of his distinguished studies in the Palaeozoic rocks, particularly in Wales, his work on sediments, his palaeontological researches and the application of geological knowledge to practical problems.” „In Anerkennung seiner vorzüglichen Studien zu paläozoischen Gesteinen, besonders in Wales, sowie seiner Arbeit über Sedimente, seine paläontologischen Forschungen und die Anwendung geologischen Wissens auf praktische Probleme.“ |
| 1957 | William Vallance Douglas Hodge  | Mathematik                 | “In recognition of his distinguished work on algebraic geometry.” „In Anerkennung seiner vorzüglichen Arbeit auf dem Gebiet der Algebraischen Geometrie.“ |
| 1957 | Frederick Gugenheim Gregory     | Botanik                    | “In recognition of his distinguished studies in plant physiology.” „In Anerkennung seiner vorzüglichen Studien zur Pflanzenphysiologie.“ |
| 1958 | Harrie Massey                   | Physik                     | “In recognition of his distinguished contributions to physics, and particularly for his experimental and theoretical studies of collision phenomena in gases.” „In Anerkennung seiner vorzüglichen Beiträge zur Physik, besonders für seine experimentellen und theoretischen Studien zu Kollisionsphänomenen bei Gasen.“ |
| 1958 | Alan Lloyd Hodgkin              | Physiologie                | “In recognition of his distinguished work on the mechanism of excitation and conduction in nerve and muscle.” „In Anerkennung seiner vorzüglichen Arbeit über den Mechanismus der Anregung und Weiterleitung in Nerv und Muskel.“ |
| 1959 | Rudolf Peierls                  | Physik                     | “In recognition of his distinguished work on the theoretical foundations of high energy and nuclear physics.” „In Anerkennung seiner vorzüglichen Arbeit über die theoretischen Grundlagen der Hochenergie- und Nuklearphysik.“ |
| 1959 | Peter Brian Medawar             | Physiologie                | “In recognition of his distinguished contributions in the field of tissue transplantation immunity and acquired tolerance.” „In Anerkennung seiner vorzüglichen Beiträge auf dem Gebiet der Immunreaktion und -toleranz bei Gewebetransplantationen.“ |
| 1960 | Alfred Charles Bernard Lovell   | Physik                     | “In recognition of his distinguished contributions to radio astronomy.” „In Anerkennung seiner vorzüglichen Beiträge zur Radioastronomie.“ |
| 1960 | Roy Cameron                     | Pathologie                 | “In recognition of his distinguished contributions in the field of cellular pathology.” „In Anerkennung seiner vorzüglichen Beiträge auf dem Gebiet der Zellpathologie.“ |
| 1961 | Cecil Frank Powell              | Physik                     | “In recognition of his pioneering work on the development of the photographic emulsion technique in the investigation of cosmic rays and the outstanding results derived therefrom on the elementary particles in cosmic radiation.” „In Anerkennung seiner Pionierarbeit über die Entwicklung der photographischen Emulsionstechnik bei der Erforschung kosmischer Strahlung und der daraus gewonnenen hervorragenden Ergebnisse über Elementarteilchen in kosmischer Strahlung.“ |
| 1961 | Wilfrid Le Gros Clark           | Physiologie                | “In recognition of his outstanding contributions to neuroanatomy and primate morphology, which he has combined to provide new knowledge of human evolution.” „In Anerkennung seiner hervorragenden Beiträge zur Neuroanatomie und Primatenmorphologie, die er kombinierte, um neues Wissen über die Evolution des Menschen zu erlangen.“ |
| 1962 | Subrahmanyan Chandrasekhar      | Astrophysik                | “In recognition of his distinguished researches in mathematical physics, particularly those related to the stability of convective motions in fluids with and without magnetic fields.” „In Anerkennung seiner vorzüglichen Forschungen in der Mathematischen Physik, besonders derer in Zusammenhang mit der Stabilität von Konvektionsströmungen in Flüssigkeiten mit oder ohne Magnetfelder.“ |
| 1962 | John Carew Eccles               | Neurophysiologie           | “In recognition of his distinguished investigations of the function of the spinal cord, particularly of the mechanisms of excitation and inhibition.” „In Anerkennung seiner vorzüglichen Forschungen über die Funktion des Rückenmarks, besonders über den Mechanismus der Anregung und Unterdrückung.“ |
| 1963 | Robert Hill                     | Biochemie                  | “In recognition of his distinguished work in biochemistry of plants, especially for his contributions to knowledge of photosynthesis.” „In Anerkennung seiner vorzüglichen Arbeit in der Biochemie der Pflanzen, besonders für seine Beiträge zum Wissen über die Photosynthese.“ |
| 1963 | Herbert H. Read                 | Geologie                   | “In recognition of his outstanding contributions to the understanding of the processes of rock metamorphism and the origins of granite.” „In Anerkennung seiner hervorragenden Beiträge zum Verständnis vom Prozess der Gesteinsmetamorphose und der Entstehung von Granit.“ |
| 1964 | Michael James Lighthill         | Aeroakustik                | “In recognition of his distinguished contributions to knowledge of the flow of compressible gases, and the mathematical theory of distributions.” „In Anerkennung seiner vorzüglichen Beiträge zum Wissen über den Fluss komprimierbarer Gase, und zur mathematischen Theorie der Verteilungen.“ |
| 1964 | Francis William Rogers Brambell | Medizin                    | “In recognition of his important contribution to our understanding of the passage of protein from maternal to foetal circulations.” „In Anerkennung für seinen wichtigen Beitrag für unser Verständnis vom Proteintransport vom mütterlichen zum fötalen Kreislauf.“ |
| 1965 | Raymond Arthur Lyttleton        | Astronomie                 | “In recognition of his distinguished contributions to astronomy, particularly for his work on the dynamical stability of galaxies.” „In Anerkennung seiner vorzüglichen Beiträge zur Astronomie, besonders seiner Arbeit über das dynamische Gleichgewicht von Galaxien.“ |
| 1965 | John Cowdery Kendrew            | Kristallografie            | “In recognition of his distinguished contributions to the complete structural analysis of a protein molecule (myoglobin), particularly the biological aspects of this study.” „In Anerkennung seiner vorzüglichen Beiträge zur vollständigen Strukturanalyse eines Proteinmoleküls (Myoglobin), besonders der biologischen Aspekte dieses Beitrags.“ |
| 1965 | Henry Charles Husband           | Ingenieurwesen             | “In recognition of his distinguished work in many aspects of engineering, particularly for his design studies of large structures such as those exemplified in the radio telescopes at Jodrell Bank and Goonhilly Downs.” „In Anerkennung seiner ausgezeichneten Arbeit zu vielen Aspekten des Ingenieurwesens, besonders für seine Designstudien zu langen Strukturen wie denjenigen, die an den Radioteleskopen bei Jodrell Bank und Goonhilly Downs ausgeführt wurden.“ |
| 1966 | John Ashworth Ratcliffe         | Physik                     | “In recognition of his distinguished studies in the ionosphere and on the propagation of radio waves.” „In Anerkennung seiner vorzüglichen Studien zur Ionosphäre und über die Ausbreitung von Radiowellen.“ |
| 1966 | Frank Yates                     | Statistische Biologie      | “In recognition of his profound and far-reaching contributions to the statistical methods of experimental biology.” „In Anerkennung seiner fundierten und weitreichenden Beiträge zu statistischen Methoden in der experimentellen Biologie.“ |
| 1966 | Christopher Sydney Cockerell    | Ingenieurwesen             | “In recognition of his pioneering invention, and major contributions to the subsequent development of hovercraft.” „In Anerkennung seiner pionierhaften Erfindung und großer Beiträge zur folgenden Entwicklung der Luftkissenfahrzeuge.“ |
| 1967 | Cecil Edgar Tilley              | Petrologie                 | “In recognition of his many distinguished contributions in all branches of petrology.” „In Anerkennung seiner vielen vorzüglichen Beiträge in allen Zweigen der Petrologie.“ |
| 1967 | John Zachary Young              | Neurophysiologie           | “In recognition of his outstanding researches correlating neural structure with function.” „In Anerkennung seiner hervorragenden Forschungen zum Zusammenhang von Struktur und Funktion der Nerven.“ |
| 1967 | Joseph Hutchinson               | Biologie                   | “In recognition of his distinguished work on the genetics and evolution of crop-plants with particular reference to cotton.” „In Anerkennung seiner vorzüglichen Arbeit zur Genetik und zur Evolution der für den Ackerbau bedeutsamen Pflanzen, besonders der Baumwolle.“ |
| 1968 | Michael Francis Atiyah          | Mathematik                 | “In recognition of his distinguished contributions to algebraic geometry and to the study of differential equations by the methods of algebraic topology.” „In Anerkennung seiner vorzüglichen Beiträge zur Algebraischen Geometrie und zum Studium von Differentialgleichungen mit Methoden der Algebraischen Topologie.“ |
| 1968 | Walter Thomas James Morgan      | Biochemie                  | “In recognition of his outstanding contributions to knowledge of the chemistry of blood-group substances, with special reference to genetical as well as immunological considerations.” „In Anerkennung seiner hervorragenden Beiträge zum Wissen von der chemischen Zusammensetzung von Blutgruppen-Substanzen, speziell zu genetischen und immunologischen Betrachtungen.“ |
| 1968 | Gilbert Roberts                 | Ingenieurwesen             | “In recognition of his distinguished contributions to civil engineering, and in particular to the design and construction of long-span suspension bridges.” „In Anerkennung seiner vorzüglichen Beiträge zum Bauingenieurwesen, besonders zum Design und der Konstruktion weitspannender Hängebrücken.“ |
| 1969 | George Edward Raven Deacon      | Ozeanografie               | “In recognition of his distinguished contributions to physical oceanography and for his leadership as director of the National Institute of Oceanography.” „In Anerkennung seiner vorzüglichen Beiträge zur physikalischen Ozeanografie und für seine erfolgreiche Führung des National Institute of Oceanography.“ |
| 1969 | Frederick Sanger                | Biochemie                  | “In recognition of his pioneer work on the sequence of amino acids in proteins and of nucleotides of ribonucleic acids.” „In Anerkennung seiner Pionierarbeit über die Abfolge der Aminosäuren in Proteinen und von Nukleotiden von Ribonukleinsäuren.“ |
| 1969 | Charles William Oatley          | Elektrotechnik             | “In recognition of his distinguished work in the wartime development of radar and latterly for the design and development of a highly successful scanning electron microscope.” „In Anerkennung seiner vorzüglichen Arbeit bei der Entwicklung des Radars in der Kriegszeit und später für das Design und die Entwicklung eines sehr erfolgreichen Rasterelektronenmikroskops.“ |
| 1970 | Kingsley Charles Dunham         | Geologie                   | “In recognition of his distinguished contributions to pure and applied geology, and especially in the field of metallic ore deposits.” „In Anerkennung seiner vorzüglichen Beiträge zur Reinen und Angewandten Geologie, besonders auf dem Gebiet der Metallerzvorkommen.“ |
| 1970 | William Albert Hugh Rushton     | Physiologie                | “In recognition of his distinguished work on the visual pigments in the living eye and on chemical and nervous adaptation in the retina.” „In Anerkennung seiner vorzüglichen Arbeit über visual pigments im lebenden Auge und über die chemische und nervliche Adaption in der Retina.“ |
| 1970 | John Baker                      | Ingenieurwesen             | “In recognition of his fundamental and applied work on the plastic behaviour and design of framed structures which is now being used throughout the world.” „In Anerkennung seiner grundlegenden und angewandten Arbeit über das Verhalten von Plastik und das Design von Rahmenstrukturen, das nun auf der ganzen Welt benutzt wird.“ |
| 1971 | Gerhard Herzberg                | Physik                     | “In recognition of his distinguished experimental researches in atomic and molecular spectroscopy and its applications in chemistry, physics and astronomy.” „In Anerkennung seiner vorzüglichen experimentellen Forschungen zur Atom- und Molekülspektroskopie und ihre Anwendungen in der Chemie, Physik und Astronomie.“ |
| 1971 | Max Ferdinand Perutz            | Biologie                   | “In recognition of his pioneering work on the molecular biology and structure of proteins.” „In Anerkennung seiner bahnbrechenden Arbeit über die Molekularbiologie und die Struktur der Proteine.“ |
| 1971 | Percy Edward Kent               | Geologie                   | “In recognition of his distinguished contributions to oil and gas exploration and the geology of oil and gas fields.” „In Anerkennung seiner vorzüglichen Beiträge zur Exploration von Öl und Gas und zur Geologie von Öl- und Gasfeldern.“ |
| 1972 | Derek Harold Richard Barton     | Chemie                     | “In recognition of his distinguished contributions to organic chemistry, especially his theories on the conformation of organic molecules and his syntheses of natural products.” „In Anerkennung seiner vorzüglichen Beiträge zur Organischen Chemie, besonders seiner Theorien über die Konformation organischer Moleküle und seine Synthese von Naturprodukten.“ |
| 1972 | Francis Crick                   | Biologie                   | “In recognition of his elucidation of the structure of DNA and his continuing contribution to molecular biology.” „In Anerkennung seiner Aufklärung der Struktur der DNS und seinen fortgesetzten Beitrag zur Molekularbiologie.“ |
| 1972 | Wilfrid Bennett Lewis           | Nuklearphysik              | “In recognition of his distinguished contributions to the science and technology of heavy water reactors for power generation.” „In Anerkennung seiner vorzüglichen Beiträge zur Wissenschaft und Technologie von Schwerwasserreaktoren zur Stromgewinnung.“ |
| 1973 | Martin Ryle                     | Astronomie                 | “In recognition of his distinguished contributions to radioastronomy.” „In Anerkennung seiner vorzüglichen Beiträge zur Radioastronomie.“ |
| 1973 | Rodney R. Porter                | Biologie                   | “In recognition of his penetrating investigations on the structure of immunoglobulins.” „In Anerkennung seiner tiefgehenden Forschungen zur Struktur von Immunglobulinen.“ |
| 1973 | Edward Penley Abraham           | Biologie                   | “In recognition of his outstanding work on the isolation, characterization and development of the cephalosporin group of antibiotics.” „In Anerkennung seiner herausragenden Arbeit zur Isolierung, Charakterisierung und Entwicklung der Cephalosporine, einer Gruppe von Antibiotika.“ |
| 1974 | Fred Hoyle                      | Physik                     | “In recognition of his distinguished contributions to theoretical physics and cosmology.” „In Anerkennung seiner vorzüglichen Beiträge zur Theoretischen Physik und zur Kosmologie.“ |
| 1974 | Sydney Brenner                  | Biologie                   | “In recognition of his distinguished contributions to molecular biology concerning the nature of the genetic code and its expression during development.” „In Anerkennung seiner vorzüglichen Beiträge zur Molekularbiologie, die die Natur des genetischen Codes und seine Auswertung während der Entwicklung betreffen.“ |
| 1974 | George Edwards                  | Ingenieurwesen             | “In recognition of his many contributions to aeronautical engineering, particularly in the realization of supersonic aircraft.” „In Anerkennung seiner vielen Beiträge zur Luft- und Raumfahrttechnik, besonders bei der Realisierung des Überschallfluges.“ |
| 1975 | Edward C. Bullard               | Geophysik                  | “In recognition of his distinction as a world leader in geophysics, especially the generation of the earths magnetic field, the origin of the oceans and continental drift.” „In Anerkennung seines Herausragens als Weltführer in der Geophysik, besonders bei der Erforschung der Erzeugung des Erdmagnetfelds, dem Ursprung der Ozeane und der Kontinentaldrift.“ |
| 1975 | David C. Phillips               | Biologie                   | “In recognition of his solution of the three-dimensional structure of an enzyme and his outstanding contributions to the techniques of x-ray crystallography.” „In Anerkennung seiner Aufklärung der dreidimensionalen Struktur eines Enzyms und seine hervorragenden Beiträge zur Technik der Röntgenkristallografie.“ |
| 1975 | Barnes Neville Wallis           | Ingenieurwesen             | “In recognition of the originality of his ideas and the determination with which he has pursued them.” „In Anerkennung der Originalität seiner Ideen und der Entschlossenheit, mit denen er diese anging.“ |
| 1976 | John Warcup Cornforth           | Chemie                     | “In recognition of his fundamental contribution to the stereochemical unravelling of the biosynthesis of squalene and cholesterol from acetate and mevalonate.” „In Anerkennung seines grundlegenden Beitrags zur stereochemischen Enträtselung der Biosynthese von Squalen und Cholesterin aus Acetat und Mevalonat.“ |
| 1976 | James L. Gowans                 | Medizin                    | “In recognition of his distinguished research in the field of immunology, especially as regards the recirculation and immunological role of lymphocytes” „In Anerkennung seiner vorzüglichen Forschung auf dem Gebiet der Immunologie, besonders im Hinblick auf die Rezirkulation und die immunologische Rolle der Lymphozyten.“ |
| 1976 | Alan Walsh                      | Physik                     | “In recognition of his distinguished contributions to emission and infra-red spectroscopy and his origination of the atomic absorption method of quantitative analysis.” „In Anerkennung seiner vorzüglichen Beiträge zur Emissions- und Infrarotspektroskopie und seine Aufstellung der Atomabsorptionsmethode der quantitativen Analyse.“ |
| 1977 | Peter Bernhard Hirsch           | Materialwissenschaft       | “In recognition of his distinguished studies of defects in crystals and especially of his elucidation of the process of work hardening.” „In Anerkennung seiner vorzüglichen Studien zu Kristalldefekten und besonders seiner Aufklärung des Prozesses der Aushärtung.“ |
| 1977 | Hugh Esmor Huxley               | Biologie                   | “In recognition of his distinguished research on the structure of muscle and on the molecular mechanisms of contraction.” „In Anerkennung seiner vorzüglichen Forschung zur Muskelstruktur und zu den molekularen Mechanismen bei der Kontraktion.“ |
| 1977 | John Bertram Adams              | Physik                     | “In recognition of his outstanding contributions to the design and operation of high-energy particle accelerators.” „In Anerkennung seiner hervorragenden Beiträge zum Design und Betrieb von Hochenergie-Partikelbeschleunigern.“ |
| 1978 | Abdus Salam                     | Physik                     | “In recognition of his outstanding contributions to the physics of elementary particles with special reference to the unification of the electromagnetic and weak interactions” „In Anerkennung seiner hervorragenden Beiträge zur Physik der Elementarteilchen mit besonderer Blickrichtung auf die Vereinheitlichung der elektromagnetischen und der schwachen Wechselwirkung.“ |
| 1978 | Roderic Alfred Gregory          | Biologie                   | “In recognition of his distinguished studies of the biological activity of peptide hormones in relation to their structure.” „In Anerkennung seiner vorzüglichen Studien zur biologischen Aktivität von Peptidhormonen im Zusammenhang mit ihrer Struktur.“ |
| 1978 | Tom Kilburn                     | Ingenieurwesen             | “In recognition of his outstanding individual and continuing contribution to the development of computer hardware in the United Kingdom over the last thirty years.” „In Anerkennung seines hervorragenden und andauernden Beitrags zur Entwicklung der Computer-Hardware im Vereinigten Königreich über die letzten 30 Jahre.“ |
| 1979 | Frederick Charles Frank         | Physik                     | “In recognition of his outstanding original contributions to the theory of crystal growth, dislocations, phase transformations and polymers, with wide applications in physics, chemistry and geology.” „In Anerkennung seiner hervorragenden Originalbeiträge zur Theorie des Kristallwachstums, Dislokationen, Phasenverschiebungen und zu Polymeren, mit breitem Anwendungsspektrum in der Physik, Chemie und Geologie.“ |
| 1979 | Hans Walter Kosterlitz          | Biologie                   | “In recognition of his distinguished work on narcotics leading to the discovery in 1975 of the enkephalins.” „In Anerkennung seiner vorzüglichen Arbeit zu Narkotika, die 1975 zur Entdeckung der Enkephaline führten.“ |
| 1979 | Vernon Ellis Cosslett           | Physik                     | “In recognition of his outstanding contributions to the design and development of the X-ray microscope, the scanning electron microprobe analyser, the high voltage and ultrahigh resolution (2.5A) electron microscopes and their applications in many disciplines.” „In Anerkennung seiner hervorragenden Beiträge zum Design und zur Entwicklung des Röntgenmikroskops, des Rasterelektronen-microprobe analyzers, des Hochvolt- und ultrahochauflösenden (2,5 Ångström) Elektronenmikroskops und deren Anwendung in mehreren Disziplinen.“ |
| 1980 | Denys Wilkinson                 | Physik                     | “In recognition of his highly original research in nuclear physics and of his outstanding contributions on giant resonances, radiative widths, second-class beta decay and the fundamental symmetries of nuclear interactions and also on instrumentation.” „In Anerkennung seiner sehr eigenständigen Forschung in der Nuklearphysik und seiner hervorragenden Beiträge zu Riesenresonanz, Strahlungsreichweite, Betazerfall zweiter Art und die fundamentalen Symmetrien der Atomkern-Wechselwirkungen sowie zur instrumentation.“ |
| 1980 | Henry Harris                    | Medizin                    | “In recognition of his development of cell fusion for the study of somatic-cell genetics and differentiation including the genetic control of malignancy.” „In Anerkennung seiner Entwicklung der Zellfusion für die Untersuchung der Genetik der Somatischen Zellen und die Ausdifferenzierung inklusive der genetischen Kontrolle des bösartigen Krebswachstums.“ |
| 1980 | John Paul Wild                  | Astronomie                 | “In recognition of his conception of the basic principles of the Interscan aircraft instrument landing system and the guidance of its development to a successful conclusion.” „In Anerkennung seiner Konzeption der grundlegenden Prinzipien des Fluglandesystems Interscan und der Führung bei der Entwicklung hin zu einem erfolgreichen Einsatz.“ |
| 1981 | Geoffrey Wilkinson              | Chemie                     | “In recognition of his distinguished contributions to preparative inorganic chemistry and in particular to the synthesis and application of organometallic compounds.” „In Anerkennung seiner vorzüglichen Beiträge zur präparativen Anorganischen Chemie und insbesondere zur Synthese und Anwendung von organometallischen Verbindungen.“ |
| 1981 | Marthe Louise Vogt              | Neurologie                 | “In recognition of her important contributions to synaptic biochemistry and pharmacology which are fundamental to modern neuropharmacology.” „In Anerkennung ihrer wichtigen Beiträge zur Biochemie der Synapsen und zur Pharmakologie, die fundamental für die moderne Neuropharmakologie sind.“ |
| 1981 | Ralph Riley                     | Genetik                    | “In recognition of his distinguished contributions to understanding the genetics of wheat and the development of new methods of producing improved varieties.” „In Anerkennung seiner vorzüglichen Beiträge zum Verständnis der Genetik des Weizens und der Entwicklung neuer Methoden zur Produktion verbesserter Sorten.“ |
| 1982 | Richard Dalitz                  | Physik                     | “In recognition of his outstanding contributions to particle physics, particularly in relation to the properties of strange particles.” „In Anerkennung seiner hervorragenden Beiträge zur Teilchenphysik, besonders in Verbindung mit den Eigenschaften von Seltsamen Teilchen.“ |
| 1982 | César Milstein                  | Biochemie                  | “In recognition of his fundamental contribution to understanding the structure and genetic control of immunoglobulins; his hybridoma technique for producing monoclonal antibodies has revolutionized the potential practical applications of immunology.” „In Anerkennung seines grundlegenden Beitrags zum Verständnis der Struktur und genetischen Kontrolle von Immunglobulinen; seine Hybridoma-Technik zur Produktion monoklonaler Antikörper hat das Potenzial für praktische Anwendungen der Immunologie revolutioniert.“ |
| 1982 | William Hawthorne               | Ingenieurwesen             | “In recognition of his outstanding contributions to engineering thermodynamics and fluid mechanics, and particularly the internal aerodynamics of turbomachines.” „In Anerkennung seiner hervorragenden Beiträge zur Thermodynamik des Ingenieurwesens und zur Flüssigkeitsmechanik, besonders zur inwendigen Aerodynamik von Strömungsmaschinen.“ |
| 1983 | John Frank Charles Kingman      | Mathematik                 | “In recognition of his distinguished researches on queuing theory, on regenerative phenomena, and on mathematical genetics.” „In Anerkennung seiner vorzüglichen Forschungen zur Warteschlangentheorie, zu regenerativen Phänomenen und zu mathematischer Genetik.“ |
| 1983 | Wilhelm Siegmund Feldberg       | Biologie                   | “In recognition of his contributions to elucidating the nature of chemical synaptic transmission in nervous systems and the regulating effects of hormones in peripheral systems.” „In Anerkennung seiner Beiträge zur Aufklärung der Natur der chemischen synaptischen Reizübertragung in Nervensystemen und zu regulierenden Einflüssen von Hormonen in peripheren Systemen.“ |
| 1983 | Daniel Joseph Bradley           | Physik                     | “In recognition of his development of the techniques of generating ultra-short light pulses from lasers, and of picosecond streak cameras.” „In Anerkennung seiner Entwicklung von Techniken zur Erzeugung ultrakurzer Laser-Lichtpulse und im Bereich von Pikosekunden arbeitenden Fotoapparaten.“ |
| 1984 | Alan Battersby                  | Chemie                     | “In recognition of his distinguished contributions to the elucidation of the pathway for the biosynthesis of complex natural products.” „In Anerkennung seiner vorzüglichen Beiträge zur Aufklärung des Weges für die Biosynthese komplexer Naturprodukte.“ |
| 1984 | Mary Frances Lyon               | Genetik                    | “In recognition of her distinguished contributions to the discovery of X-chromosome inactivation as a mechanism of gene dosage compensation.” „In Anerkennung ihrer vorzüglichen Beiträge zur Entdeckung der Inaktivierung des X-Chromosoms als eines Mechanismus zur Kompensation von gen dosage.“ |
| 1984 | Alexander Lamb Cullen           | Elektrotechnik             | “In recognition of his many distinguished contributions to microwave engineering, both theoretical and experimental, and in particular for research on microwave antennae.” „In Anerkennung seiner vielen vorzüglichen Beiträge zur Mikrowellentechnik, sowohl theoretisch als auch experimentell, besonders für seine Forschung zu Mikrowellenantennen.“ |
| 1985 | Roger Penrose                   | Physik                     | “For his fundamental contributions to the theory of gravitational collapse and to other geometric aspects of theoretical physics.” „Für seine grundlegenden Beiträge zur Theorie des Gravitationskollaps und zu weiteren geometrischen Aspekten der Theoretischen Physik.“ |
| 1985 | John Gurdon                     | Biologie                   | “For his outstanding contributions to the techniques of nuclear transplantation and the use of the amphibian egg for investigations on replication, transcription and translation of genes.” „Für seine hervorragenden Beiträge zu den Techniken der Zellkerntransplantation und dem Nutzen der Amphibieneier für Forschungen zur Replikation, Transkription und Übersetzung von Genen.“ |
| 1985 | John Argyris                    | Ingenieurwesen             | “For his great contribution to the development of finite element analysis and its application to the solution of engineering problems.” „Für seinen großen Beitrag zur Entwicklung der Finite-Elemente-Analyse und ihrer Anwendung auf die Lösung von Ingenieursproblemen.“ |
| 1986 | Rex Edward Richards             | Chemie                     | “In recognition of his many contributions, both theoretical and instrumental, to nuclear magnetic resonance.” „In Anerkennung seiner vielen Beiträge, sowohl theoretisch als auch praktisch, zur Kernspinresonanz.“ |
| 1986 | Richard Doll                    | Physiologie                | “In recognition of his pioneering use of statistical and epidemiological techniques to evaluate environmental factors in disease, notably that cigarette smoking causes lung cancer, heart disease and bronchitis.” „In Anerkennung seines bahnbrechenden Gebrauchs statistischer und epidemiologischer Techniken zur Bestimmung von Umweltfaktoren bei Krankheiten, insbesondere dass Zigarettenrauchen Lungenkrebs, Herzkrankheiten und Bronchitis auslöst.“ |
| 1986 | Eric Ash                        | Elektrotechnik             | “In recognition of his outstanding researches on acoustic microscopy leading to wholly new techniques and substantial improvements in resolution of acoustic microscopes.” „In Anerkennung seiner hervorragenden Forschungen zur akustischen Mikroskopie, die zu völlig neuen Techniken und substanziellen Verbesserungen bei der Auflösung von akustischen Mikroskopen führte.“ |
| 1987 | Francis Graham-Smith            | Astronomie                 | “In recognition of his outstanding contributions to radio- and optical-astronomy.” „In Anerkennung seiner hervorragenden Beiträge zur Radio- und optischen Astronomie.“ |
| 1987 | Eric James Denton               | Meeresbiologie             | “In recognition of his outstanding contributions to the physiology of marine animals, to marine biology generally, and his leadership of U.K. marine science.” „In Anerkennung seiner hervorragenden Beiträge zur Physiologie der Meerestiere und zur Meeresbiologie allgemein, sowie seiner Führerschaft bei der britischen Meereswissenschaft.“ |
| 1987 | Gustav Victor Rudolf Born       | Pharmakologie              | “In recognition of his major contributions to the physiology, pathology and pharmacology of platelets and of his widely used methods for studying platelet function in haemostasis and thrombosis.” „In Anerkennung seiner großen Beiträge zur Physiologie, Pathologie und Pharmakologie von Thrombozyten und seiner weithin angewandten Methoden zur Untersuchung der Thrombozytenfunktion bei Blutstillung und Thrombosen.“ |
| 1988 | George Keith Batchelor          | Mathematik                 | “In recognition of his distinguished work on the theory of turbulence and turbulent diffusion, and the theory of microhydrodynamics and colloidal suspensions.” „In Anerkennung seiner vorzüglichen Arbeit zur Theorie der Turbulenz und der turbulent diffusion sowie zur Theorie der Mikrohydrodynamik und kolloidalen Suspensionen.“ |
| 1988 | Winifred Watkins                | Biochemie                  | “In recognition of her fundamental contributions towards an understanding of the biochemical genetics of carbohydrate antigens on cell surfaces and in secreted glycoproteins.” „In Anerkennung ihrer grundlegenden Beiträge in Richtung eines Verständnisses der biochemischen Genetik von Kohlenhydrat-Antigenen auf Zelloberflächen und in sezernierten Glykoproteinen.“ |
| 1988 | Harold E. M. Barlow             | Ingenieurwesen             | “In recognition of his distinguished research, particularly on microwaves and waveguides, and of his lasting influence as the founder of an unusually productive research school.” „In Anerkennung seiner vorzüglichen Forschung, besonders über Mikrowellen und Wellenleiter, sowie seines dauerhaften Einflusses als Gründer einer ungewöhnlich produktiven Forschungseinrichtung.“ |
| 1989 | John Charles Polanyi            | Chemie                     | “In recognition of his pioneering work on the electromagnetic radiation emitted from chemical charges, leading to the basis of the chemical laser process.” „In Anerkennung seiner bahnbrechenden Arbeit über die elektromagnetische Strahlung chemischer Proben, die zur Basis für einen chemischen Laserprozess führte.“ |
| 1989 | David Weatherall                | Medizin                    | “In recognition of his pioneering work on the clinical and molecular basis of the thalassaemias, and fundamental contributions to the unravelling of their heterogeneity.” „In Anerkennung seiner bahnbrechenden Arbeit über die klinische und molekulare Basis der Thalassämie sowie fundamentaler Beiträge zur Enträtselung ihrer Heterogenität.“ |
| 1989 | John Robert Vane                | Pharmakologie              | “In recognition of his development of techniques to detect and monitor substances in the blood that regulate the circulation, and their application to the treatment of vascular and ischaemic conditions.” „In Anerkennung seiner Entwicklung von Techniken zur Entdeckung und Beobachtung von Substanzen im Blut, die die Blutzirkulation regulieren, sowie deren Anwendung zur Behandlung von vaskulären und ischämischen Beschwerden.“ |
| 1990 | Michael Berry                   | Physik                     | “In recognition of his deep and innovatory researches in classical and quantum physics, especially the discovery of the 'Berry phase'.” „In Anerkennung seiner tiefen und innovativen Forschungen in der klassischen Physik und der Quantenphysik, besonders der Entdeckung der Berry-Phase.“ |
| 1990 | Anne McLaren                    | Entwicklungsbiologie       | “In recognition of her distinguished research on mammalian embryology, particularly for providing much of the scientific basis for in vitro fertilization and embryo transfer, and for analysing sex determination in mammals.” „In Anerkennung ihrer vorzüglichen Forschung zur Embryologie der Säugetiere, insbesondere ihrer Lieferung eines Großteils der wissenschaftlichen Basis für In-vitro-Befruchtung und Embryotransfer, sowie ihrer Analyse der Geschlechtsausprägung bei Säugetieren.“ |
| 1990 | Olgierd Cecil Zienkiewicz       | Ingenieurwesen             | “In recognition of his pioneering development of the finite element method as a general procedure of solving problems of engineering physics and for demonstrating its success in applications to stress analysis, fluid mechanics, electromagnetics and many other situations.” „In Anerkennung seiner bahnbrechenden Entwicklung der Finite-Elemente-Methode als einer allgemeinen Methode zur Problemlösung in der Ingenieursphysik sowie für seine Aufzeigung der erfolgreichen Anwendung bei der Festigkeitsberechnung, in der Flüssigkeitsmechanik, bei Elektromagnetismus und vielen weiteren Problemfeldern.“ |
| 1991 | Dan McKenzie                    | Geophysik                  | “In recognition of his seminal role in developing a quantitative understanding of a wide range of geophysical and geological processes, including plate tectonics, mantle convection, continental deformation and melt segregation.” „In Anerkennung seiner befruchtenden Rolle bei der Entwicklung eines quantitativen Verständnisses für ein breites Spektrum an geophysikalischen und geologischen Prozessen, darunter Plattentektonik, Mantelkonvektion, Deformation von Kontinenten und melt segregation.“ |
| 1991 | Michael Berridge                | Biologie                   | “In recognition of his discovery that inositol 1,4,5-trisphosphate functions as a second messenger to mobilize calcium.” „In Anerkennung seiner Entdeckung, dass Inositol-1,4,5-trisphosphat als ein zweiter Botenstoff zur Mobilisierung von Kalzium fungiert.“ |
| 1991 | John Mason                      | Physik                     | “In recognition of his distinguished research on cloud physics and, as Director-General of the Meteorological Office, his broadening and strengthening of research in meteorology in the UK.” „In Anerkennung seiner vorzüglichen Forschung zur Physik der Wolken und seiner Verbreiterung und Stärkung der meteorologischen Forschung in Großbritannien als Generaldirektor des Meteorological Office.“ |
| 1992 | Simon Donaldson                 | Mathematik                 | “Distinguished for his work which has revolutionized our understanding of four-dimensional geometry.” „Ausgewählt wegen seiner Arbeit, die unser Verständnis von der vierdimensionalen Geometrie revolutionierte.“ |
| 1992 | Michael Anthony Epstein         | Medizin                    | “Distinguished for the isolation of the Epstein-Barr virus which is closely associated with Burkitts lymphoma.” „Ausgewählt wegen der Isolierung des Epstein-Barr-Virus, das in engem Zusammenhang mit dem Burkitt-Lymphom steht.“ |
| 1992 | David Tabor                     | Physik                     | “Distinguished for his seminal contributions to the basic study of friction and wear between solids, of considerable relevance to the design of machines.” „Ausgewählt für seine innovativen Beiträge zum grundlegenden Studium von Reibung und Verschleiß bei Festkörpern, die beträchtliche Relevanz für das Design von Maschinen besitzen.“ |
| 1993 | Volker Heine                    | Physik                     | “In recognition of his contributions to solid state theory, in particular the bonding and structure of solids.” „In Anerkennung seiner Beiträge zur Festkörperphysik, besonders den Zusammenhalt und die Struktur von Feststoffen.“ |
| 1993 | Horace Barlow                   | Neurologie                 | “For his outstanding and original contributions to electrophysiological, computational and psychophysical study of visual sensation and perception.” „Für seine hervorragenden und originalen Beiträge zum elektrophysiologischen und psychophysikalischen Studium der visual sensation and perception.“ |
| 1993 | Rodney Hill                     | Angewandte Mathematik      | “For his outstanding contribution to the theoretical mechanics of solids, and especially the plasticity of solids.” „Für seinen hervorragenden Beitrag zur theoretischen Mechanik von Feststoffen, besonders zu deren Umformbarkeit.“ |
| 1994 | Sivaramakrishna Chandrasekhar   | Physik                     | “For his many new discoveries in the understanding of liquid crystals, for a synthesis of the subject of his seminal book, "The invention of discotic liquid crystals", and for elucidating their remarkable properties.” „Für seine vielen neuen Entdeckungen zum Verständnis von Flüssigkristallen, für die Synthese des Gegenstands seines bahnbrechenden Buchs The invention of discotic liquid crystals sowie für die Aufklärung ihrer bemerkenswerten Eigenschaften.“ |
| 1994 | Eric Mansfield                  | Luft- und Raumfahrttechnik | “Renowned for his many fundamental and analytical contributions to our knowledge of advanced aeronautical structures, and more recently to the biological sciences.” „Für seine vielen fundamentalen und analytischen Beiträge zu unserem Verständnis fortschrittlicher aeronautischer Strukturen und neuerdings zu den biologischen Wissenschaften.“ |
| 1994 | Salvador Moncada                | Pharmakologie              | “For his contributions to pharmacology and the discovery of basic mechanisms of signal transmission relevant to drug action.” „Für seine Beiträge zur Pharmakologie und die Entdeckung der grundlegenden Mechanismen zur Reizsignalübertragung, relevant für die Wirkung von Drogen.“ |
| 1995 | Robert Williams                 | Chemie                     | “In recognition of his contributions in clearly presenting the role of inorganic elements in biological systems.” „In Anerkennung seiner Beiträge, die die Rolle anorganischer Elemente in biologischen Systemen klar aufzeigen.“ |
| 1995 | Paul Nurse                      | Biochemie                  | “In recognition of his work on the control of the cell cycle in eukaryotic cells by his discovery of the identity and function of genes that regulate the key control points in the process of cell proliferation.” „In Anerkennung seiner Arbeit zur Regulierung des Zellzyklus in Zellen von Eukaryoten durch seine Entdeckung der Identität und Funktion von Genen, die die Schlüsselpositionen beim Prozess der Zellvermehrung steuern.“ |
| 1995 | Donald Metcalf                  | Medizin                    | “in recognition of his discovery of colony stimulating factors which regulate the growth and differentiation of normal hematopoietic and leukemic cells.” „In Anerkennung seiner Entdeckung von colony-stimulating factors, die Wachstum und Ausdifferenzierung normaler Hämatopoetischer Stammzellen und leukämischer Zellen steuern.“ |
| 1996 | Andrew Wiles                    | Mathematik                 | “In recognition of his achievements in number theory, in particular Fermats Last Theorem and his achievements in algebraic number theory particularly the celebrated main conjecture on cyclotomic fields.” „In Anerkennung seiner Erfolge in der Zahlentheorie, besonders zum Großen fermatschen Satz, und in der algebraischen Zahlentheorie, besonders zur berühmten Hauptvermutung über zyklotomische Körper.“ |
| 1996 | Jack Heslop-Harrison            | Botanik                    | “in recognition of his pioneering work in plant reproductive biology, in particular the areas of taxonomy and ecology, whole plant physiology, development of sub-cellular systems in somatic and reproductive cells, pollen/stigma interactions and acto/myosin transport systems within the pollen tube.” „In Anerkennung seiner Pionierarbeit in der reproduktiven Pflanzenbiologie, besonders auf den Gebieten der Taxonomie und Ökologie, Physiologie der Gesamtpflanze, Entwicklung von subzellulären Systemen in somatischen und reproduktiven Zellen, Wechselwirkungen zwischen Pollen und Narbe und Acto/Myosin-Transportsysteme im Pollenschlauch.“ |
| 1996 | Robert Hinde                    | Zoologie                   | “In recognition of his contributions to the field of animal behaviour and the dominant influence it achieved on the emerging field of ethology.” „In Anerkennung seiner Beiträge zum tierischen Verhalten und dem dominierenden Einfluss, den dieses auf das aufkeimende Gebiet der Ethologie erlangt hat.“ |
| 1997 | Donald Hill Perkins             | Physik                     | “In recognition of his contributions to experimental particle physics, in particular the elucidation of the structure of the nucleon on the basis of observations of neutrino interactions, the quark substructure of the nucleon, and production of the first quantitative evidence for the validity of Quantum Chromodynamics (QCD).” „In Anerkennung seiner Beiträge zur experimentellen Teilchenphysik, besonders der Aufklärung der Struktur der Nukleonen auf Basis von Beobachtungen von Wechselwirkungen mit Neutrinos, der Quark-Unterstruktur der Nukleonen, und seiner Lieferung der ersten quantitativen Evidenz für die Gültigkeit der Quantenchromodynamik (QCD).“ |
| 1997 | John Maynard Smith              | Biologie                   | “In recognition of his theoretical contributions to evolutionary biology, combining mathematics and biology to develop a sound understanding in such fields as population dynamics, paleobiology, ethology, behavioural ecology, bacteriology and genetics.” „In Anerkennung seiner theoretischen Beiträge zur Evolutionsbiologie, in denen er Mathematik und Biologie kombinierte, um ein tiefes Verständnis für Gebiete wie Populationsdynamik, Paläobiologie, Ethologie, Verhaltensökologie, Bakteriologie und Genetik zu entwickeln.“ |
| 1997 | Geoffrey Eglinton               | Chemie                     | “In recognition of his contribution to our understanding of the way in which chemicals move from the living biosphere to the fossil geosphere, in particular the origin, genesis, maturation and migration of oil which has had great repercussions on the petroleum industry. He is one of the founders of the subject of Organic Geochemistry.” „In Anerkennung seines Beitrags zu unserem Verständnis des Weges, auf dem Chemikalien aus der lebenden Biosphäre in die fossile Geosphäre gelangen, besonders über den Ursprung, die Entstehung, Reifung und Wanderung von Öl, was großen Einfluss auf die Ölindustrie hat. Er ist einer der Gründer des Fachgebiets der Organischen Geochemie.“ |
| 1998 | Donald Charlton Bradley         | Chemie                     | “In recognition of his pioneering work on the molecular chemistry of metal-alkoxides and metal-amides, their synthesis, structure and bonding, and for his studies of their conversions to metal-oxides and metal-nitrides, processes which now find common place applications in materials science, especially in the fields of microelectronics and chemical vapour deposition.” „In Anerkennung seiner bahnbrechenden Arbeit über die Molekularchemie von Metall-Alkoholaten, Metall-Amiden, ihre Synthese, Struktur und Festigkeit, sowie seiner Studien zu deren Umwandlung in Metalloxide und Metallnitride, Prozessen, die heute einen gewohnten Platz in Anwendungsgebieten wie der Materialwissenschaft einnehmen, besonders auf dem Gebiet der Mikroelektronik und der chemical vapour deposition.“ |
| 1998 | Ricardo Miledi                  | Neurologie                 | “In recognition of his many important discoveries in cellular and molecular physiology which have greatly advanced our knowledge of synaptic transmission in the nervous system and of long term effects of trophic interaction between neurones and effector cells.” „In Anerkennung seiner vielen wichtigen Entdeckungen zur zellulären und molekularen Physiologie, die unser Wissen über die synaptische Reizleitung im Nervensystem sowie über Langzeiteffekte von trophic interaction zwischen Neuronen und Effektorzellen bedeutend voranbrachten.“ |
| 1998 | Edwin Mellor Southern           | Biochemie                  | “In recognition of his development of the method of transferring spatial patterns of DNA fragments from the electrophoretic separation medium to membranes on which the hybridisation could occur known as southern blotting, now a fundamental technique in molecular biology. He is noted also for his leading role in investigating the relationship between specific sequences and chromosome structure and sequence analysis by oligonucleotide hybridisation.” „In Anerkennung seiner Entwicklung der Methode zum Transfer räumlicher Information von DNS-Fragmenten aus dem elektrophoretischen Separatormedium zu Membranen, auf denen die als Southern Blot bekannte Hybridisierung stattfinden kann, was heute eine grundlegende Technik in der Molekularbiologie ist. Er ist ebenso bekannt für seine führende Rolle bei der Erforschung des Verhältnisses zwischen bestimmten Sequenzen und Chromosomstrukturen und der Sequenzanalyse durch oligonukleotide Hybridisierung.“ |
| 1999 | Archibald Howie                 | Physik                     | “In recognition of his outstanding contributions to the development and application of electron microscopy of materials, and to the underlying theories of electron scattering, in particular his extensive contributions to inelastic scattering theory, his systematic high resolution microscope studies of amorphous materials, his introduction of the concept of coherence volume for hollow cone dark field imaging and his pioneering use of a high angle annular dark field detector to image small catalyst particles.” „In Anerkennung seiner hervorragenden Beiträge zur Entwicklung und Anwendung der Elektronenmikroskopie von Materialien sowie seiner Einführung des Konzeptes des coherence volume für die Hohlkegel-Bildgebung bei der Dunkelfeldmikroskopie und seinem innovativen Einsatz eines Steilwinkel-Ringdunkelfeld-Detektors zur Abbildung kleiner katalytischer Teilchen.“ |
| 1999 | Patrick David Wall              | Neurologie                 | “In recognition of his fundamental contributions to our knowledge of the somatosensory system and, in particular, pain mechanisms, where his insights led to the therapeutic use of electrical stimulation of peripheral nerves, dorsal columns of the spinal cord, and brain stem for the control of pain, methods that are now in widespread use. He is noted also for his major contribution to the study of plasticity of the adult nervous system showing that connections in spinal cord, thalamus and cortex which had previously been viewed as static, could be altered, in some cases by nerve impulses and in others by chemical transport.” „In Anerkennung seiner grundlegenden Beiträge zu unserem Wissen über das somatosensorische System, besonders zu Schmerzmechanismen, wo seine Erkenntnisse zum therapeutischen Einsatz der elektrischen Stimulation peripherer Nerven, säulenmittiger Reizkanäle im Rückenmark und Hirnstamm zur Schmerzbehandlung führten, was heute gängige Methoden sind. Er ist ebenso bekannt für seinen bedeutenden Beitrag zum Studium der Verformbarkeit des adulten Nervensystems, in dem aufgezeigt wird, dass Verbindungen im Rückenmark, Thalamus und der Großhirnrinde, die früher als statisch galten, geändert werden können, in manchen Fällen durch Nervenimpulse, in anderen durch chemischen Transport.“ |
| 1999 | John Frank Davidson             | Chemie                     | “In recognition of his distinguished work over many years in chemical engineering, including fluid flow, process dynamics, gas absorption and fluidization technology which has been concerned with real problems of industrial significance.” „In Anerkennung seiner vorzüglichen Arbeit über viele Jahre zum Chemieingenieurwesen, inklusive des fluid flow, der Prozessdynamik, Gasabsorption und Verflüssigungstechnologien, die sich mit realen Problemen von industrieller Bedeutung beschäftigte.“ |

### 2000–heute
| Jahr | Wissenschaftler                         | Gebiet                                    | Begründung |
| ---- | --------------------------------------- | ----------------------------------------- | --- |
| 2000 | Keith Usherwood Ingold                  | Chemie                                    | “In recognition of his work in elucidating the mechanism of reactions involving free radicals. His ingenuity in devising key tests and in developing the necessary experimental tools for the determination of reaction pathways of peroxy and other organic compounds has greatly clarified the nature of processes such as the autoxidation of hydrocarbons.” „In Anerkennung seiner Arbeit, die Aufklärung gab über den Mechanismus von Reaktionen, an denen freie Radikale beteiligt sind. Sein Genius beim Ausdenken von Tests und bei der Entwicklung der notwendigen experimentellen Hilfsmittel für die Verfolgung von Reaktionswegen von Peroxiden und anderen organischen Verbindungen hat große Klarheit über die Natur von Prozessen wie der Auto-Oxidation von Kohlenwasserstoffen gebracht.“ |
| 2000 | Geoffrey Burnstock                      | Neurologie                                | “In recognition of his development of new hypotheses challenging the accepted views on autonomic neurotransmission, leading to new advances in the understanding of purinergic neurotransmission. There is now universal recognition of the importance of purinergic mechanisms, not only in the nervous system but also in vascular, secretory and immune systems.” „In Anerkennung seiner Entwicklung neuer Hypothesen, die die etablierten Sichten über die autonome Neurotransmission herausforderten und zu neuen Fortschritten für das Verständnis der purinergischen Neurotransmission führten. Die Erkenntnis der Wichtigkeit von purinergischen Mechanismen, nicht nur im Nervensystem, sondern auch im Blutkreislauf, in Sekretierungssystemen und im Immunsystem, hat sich jetzt durchgesetzt.“ |
| 2000 | Timothy Berners-Lee                     | Informatik                                | “In recognition of his invention and subsequent development of the World Wide Web, designing the universal resource locator (URL), an addressing system to give each Web page a unique location and the two protocols HTTP and HTML. His work has revolutionised communication via the internet, enabling universal access to information placed on the Web.” „In Anerkennung seiner Erfindung und folgenden Entwicklung des World Wide Web und des Designs des Uniform Resource Locator (URL), eines Adresssystems, um jede Webseite eindeutig anzusprechen, und die beiden Protokolle HTTP und HTML. Seine Arbeit hat die Kommunikation über das Internet revolutioniert und ermöglicht universellen Zugriff auf Informationen im Web.“ |
| 2001 | Samuel Edwards                          | Physik                                    | “In recognition of his enormous influence across a wide spectrum of physical sciences, particularly theoretical condensed matter physics. His clear vision has had a major impact on experimentation and on scientific and industrial policy and he is largely responsible for the recognition of the fundamental challenges of complex materials and the provision of theoretic tools to tackle them and the inspiration for their application.” „In Anerkennung seines enormen Einflusses über ein weites Gebiet physikalischer Wissenschaften, besonders die theoretische Physik zu Kondensierter Materie. Seine Zielstrebigkeit hatte großen Einfluss auf die Experimentalphysik und auf wissenschaftliches und industrielles Vorgehen; er ist zu einem Großteil verantwortlich für die Erkenntnis von den grundlegenden Herausforderungen komplexer Materialien und für die Bereitstellung theoretischer Methoden, um diese Herausforderungen anzugehen, und für die Inspirierung zu ihren Anwendungen.“ |
| 2001 | Gabriel Horn                            | Biologie                                  | “For his work on the neurobiological mechanisms of behavioural imprinting, embracing molecular, cellular, anatomical, electrophysiological and ethological approaches to learning and memory. There is now widespread international interest in the cellular basis of learning and memory and Professor Horns work represents a major scientific achievement in this branch of neuroscience.” „Für seine Arbeit über neurobiologie Mechanismen des behavioural imprinting inklusive molekularer, zellulärer, anatomischer, elektrophysiologischer und ethologischer Zugänge zum Lernen und zum Gedächtnis. Es gibt nun weitgefächertes internationales Interesse an der zellulären Basis von Lernen und Gedächtnis, und Professor Horns Arbeit repräsentiert einen großen wissenschaftlichen Erfolg in diesem Teilbereich der Neurowissenschaft.“ |
| 2001 | Richard L. Gardner                      | Biologie                                  | “For his pioneering work on microsurgery of the mouse blastocyst which laid the foundation for major advances in biological knowledge, both in developmental biology and in understanding of gene function. His work also provided the inspiration for the development of other transgenic and micromanipulation techniques, including those used more recently for mammalian cloning.” „Für seine bahnbrechende Arbeit zur Mikrochirurgie der Blastozyste bei der Maus, die die Grundlage für große Fortschritte in der biologischen Erkenntnis brachte, sowohl in der Entwicklungsbiologie als auch im Verständnis der Funktion der Gene. Seine Arbeit brachte ebenso Inspiration zur Entwicklung weiterer transgener und mikromanipulativer Techniken, einschließlich derer, die in jüngster Zeit für das Klonen von Säugetieren eingesetzt werden.“ |
| 2002 | Raymond Freeman                         | Chemie                                    | “In recognition of his seminal contributions to the development and understanding of nuclear magnetic resonance (NMR) methods. NMR is today the prime analytical tool for the study of molecular structure and dynamics, with enormous impact in chemistry, materials science and biomedicine.” „In Anerkennung seiner innovativen Beiträge zur Entwicklung und dem Verständnis von Kernspinresonanz-Methoden (NMR).“ |
| 2002 | Suzanne Cory                            | Genetik                                   | “For her distinguished work on the molecular basis of cancer. She pioneered the use of transgenic mice to elucidate the role of various oncogenes in lymphoid malignancies.” „Für ihre vorzügliche Arbeit über die molekulare Basis von Krebs. Sie setzte als Erste transgene Mäuse ein, um die Rolle verschiedener Onkogene bei Lymphkrebs aufzuklären.“ |
| 2002 | Richard Peto                            | Mathematik                                | “For his outstanding work on the epidemiology of smoking and chronic disease. His application of innovative methods to look at the global burden of diseases associated with smoking gave new understanding and impetus to worldwide measures to deal with smoking.” „Für seine hervorragende Arbeit zur Epidemiologie des Rauchens und chronischer Erkrankungen. Seine Anwendung neuer Methoden, um die globale Krankheitsbelastung in Verbindung mit dem Rauchen zu betrachten, gab neues Verständnis und Antrieb für weltweite Maße, um das Problem des Rauchens anzugehen.“ |
| 2003 | Nicholas Shackleton                     | Geologie                                  | “In recognition of his seminal contributions to the fields of paleoceanography and geochemistry. He made possible the analysis of stable isotopic composition of oxygen and carbon in very small samples, revolutionising our approach to climate research.” „In Anerkennung seiner innovativen Beiträge zur Paläoozeanografie und Geochemie. Er ermöglichte die Analyse stabiler Isotopmischungen von Sauerstoff und Kohlenstoff aus sehr kleinen Stoffproben, womit er unseren Zugang zur Klimaforschung revolutionierte.“ |
| 2003 | John J. Skehel                          | Virologie                                 | “For his pioneering research into virology. His studies and discoveries in the mechanisms by which influenza virus binds to the host cell, and in virus-cell membrane fusion have had a fundamental impact on the field.” „Für seine bahnbrechende Forschung zur Virologie. Seine Studien und Entdeckungen zum Mechanismus, mit dem der Influenza-Virus an die Wirtszelle andockt, und zur Membranfusion von Virus und Zelle hatten grundlegende Auswirkungen auf dieses Forschungsgebiet.“ |
| 2003 | Kenneth L. Johnson                      | Ingenieurwesen                            | “For his outstanding work in the field of contact mechanics. His work his characterised by elegant experiments, skilful analyses and insightful explanations of observed phenomena.” „Für seine herausragende Arbeit auf dem Gebiet der Kontaktmechanik. Seine Arbeit ist gekennzeichnet durch elegante Experimente, durchdachte Analysen und Einsicht vermittelnde Erklärungen der beobachteten Phänomene.“ |
| 2004 | Jack Lewis, Baron Lewis of Newnham      | Chemie                                    | “For his distinguished career in the field of inorganic chemistry over the last 50 years, mainly in the area of the transition elements.” „Für seine vorzügliche Laufbahn auf dem Gebiet der Anorganischen Chemie über die letzten 50 Jahre, hauptsächlich auf dem Gebiet der Übergangsmetalle.“ |
| 2004 | Alec John Jeffreys                      | Genetik                                   | “For his outstanding discoveries and inventions which have had major impacts on large areas of genetics. He is best known for the introduction of DNA analysis to forensic science, contributing not only the theoretical framework for application but also the experimental method.” „Für seine hervorragenden Entdeckungen und Erfindungen, die große Auswirkung auf weite Gebiete innerhalb der Genetik hatten. Er ist am besten bekannt für die Einführung der DNS-Analyse in die Forensik, wobei er nicht nur den theoretischen Rahmen für die Anwendung beitrug, sondern ebenso die experimentelle Methode.“ |
| 2004 | James Whyte Black                       | Chemie                                    | “For his work in both academia and industry, pioneering a new era of rational drug discovery. His work has played a major influence in elevating British pharmacology and pharmaceutical research to its current eminent international stature.” „Für seine Arbeit sowohl in der Forschung als auch in der Industrie, mit der er eine neue Ära in der Drogenerkennung aufschlug. Seine Arbeit hatte bedeutenden Einfluss auf die Weiterentwicklung der britischen Pharmakologie und pharmazeutischen Forschung hin zu ihrem heutigen herausragenden internationalen Status.“ |
| 2005 | Michael Ellis Fisher                    | Physik                                    | “For his seminal contributions to wetting transitions, dislocation melting and criticality of ionic solutions and many other topics in Statistical Mechanics.” „Für seine innovativen Beiträge zu Benetzungsvorgängen, versetzungsinduziertem Schmelzen und kritischen Phänomenen bei ionischen Lösungen sowie vielen weiteren Themengebieten in der Statistischen Mechanik.“ |
| 2005 | Anthony Pawson                          | Biologie                                  | “For his discoveries which have revealed the principles underlying cell signalling, and have been pivotal in understanding pathological states such as cancer.” „Für seine Entdeckungen, mit denen die Prinzipien aufgeklärt wurden, die der Zell-Signalisierung zugrunde liegen, und die entscheidend für das Verständnis pathologischer Zustände wie Krebs waren.“ |
| 2005 | Michael Pepper                          | Physik                                    | “For his work which has had the highest level of influence in condensed matter physics and has resulted in the creation of the modern field of semiconductor nanostructures.” „Für seine Arbeit, die das Höchstmaß an Einfluss auf die Festkörperphysik hatte und die in die Schaffung des modernen Gebiets der Halbleiternanostruktur mündete.“ |
| 2006 | John Pendry                             | Physik                                    | “For his seminal contributions in surface sciences, disordered systems, photonics and most recently in metamaterials and the concept of the perfect lens.” „Für seine innovativen Beiträge zur Oberflächenwissenschaft, zu disordered systems, Photonen und in jüngster Zeit zu Metamaterialien und dem Konzept der perfekten Linse.“ |
| 2006 | Tim Hunt                                | Biochemie                                 | “For discovering a key aspect of cell cycle control, the protein cyclin which is a component of cyclin dependent kinases, demonstrating his ability to grasp the significance of the result outside his immediate sphere of interest.” „Für die Entdeckung eines Schlüsselaspektes der Zellzykluskontrolle, das Protein Cyclin, das ein Bestandteil der Cyclin-abhängigen Kinasen ist, für seine Aufzeigung seiner Fähigkeit, die Werthaltigkeit seiner Ergebnisse außerhalb seiner unmittelbaren Interessenssphäre zu erkennen.“ |
| 2006 | David Baulcombe                         | Botanik                                   | “For his profoundly significant recent discoveries for not only plants but for all of biology and for medicine.” „Für seine sehr bedeutsamen neuesten Entdeckungen in Bezug nicht nur auf Pflanzen, sondern auf die gesamte Biologie und auf die Medizin.“ |
| 2007 | James Feast                             | Chemie                                    | “For his outstanding contributions to chemical synthesis with far reaching implications, particularly for the field of functional polymeric materials.” „Für seine hervorragenden Beiträge zur chemischen Synthese mit weitreichenden Folgerungen, besonders für das Gebiet der funktionalen Polymer-Materialien.“ |
| 2007 | Cyril Hilsum                            | Physik                                    | “For his many outstanding contributions and for continuing to use his prodigious talents on behalf of industry, government and academe to this day.” „Für seine vielen hervorragenden Beiträge und für seinen fortgesetzten Einsatz seiner Talente zum Wohl der Industrie, der Regierung und der Akademie bis heute.“ |
| 2007 | Tomas Lindahl                           | Medizin                                   | “For making fundamental contributions to our understanding of DNA repair. His achievements stand out for their great originality, breadth and lasting influence.” „Für seine grundlegenden Beiträge zu unserem Verständnis von der Reparatur der DNS. Seine Erfolge sind herausragend wegen ihrer großen Originalität, Breite und ihrem dauerhaften Einfluss.“ |
| 2008 | Alan Fersht                             | Chemie                                    | “For his seminal work in protein engineering, which he has developed into a fundamental tool in enzyme analysis and the problem of protein folding.” „Für seine innovative Arbeit zum Protein-Engineering, das er zu einem grundlegenden Werkzeug für die Enzymanalyse entwickelt hat, und zum Problem der Proteinfaltung.“ |
| 2008 | Philip Cohen                            | Biochemie                                 | “For his major contribution to our understanding of the role of protein phosphorylation in cell regulation.” „Für seinen bedeutenden Beitrag zu unserem Verständnis von der Rolle der Protein-Phosphorylierung bei der Zellregulation.“ |
| 2008 | Robert E. M. Hedges                     | Archäologie                               | “For his contribution to the rapid development of accelerator mass spectrometry and radiocarbon dating techniques.” „Für seinen Beitrag zur schnellen Entwicklung der Beschleunigungs-Massenspektrometrie und zu Radiokarbon-Datierungsmethoden.“ |
| 2009 | Chintamani Rao                          | Chemie                                    | “For his highly innovative and diverse contributions to solid-state and materials chemistry.”„Für seine hoch innovativen und vielfältigen Beiträge zur Festkörper- und Materialchemie“ |
| 2009 | Ronald Laskey                           | Biochemie                                 | “For his pivotal contributions to our understanding of the control of DNA replication and nuclear protein transport, which has led to a novel screening method for cancer diagnosis.”„Für seine zentralen Beiträge zu unserem Verständnis über der Kontrolle der DNA-Replikation und des nuklearen Proteintransportes, welche zu einem neuartigen Screening-Verfahren für die Krebsdiagnose führten.“ |
| 2009 | Christopher Dobson                      | Biochemie                                 | “For his outstanding contributions to the understanding of the mechanisms of protein folding and mis-folding, and the implications for disease.”„Für seine herausragenden Beiträge zum Verständnis der Mechanismen der Proteinfaltung und Denaturierung sowie deren Implikationen für Erkrankungen.“ |
| 2010 | Peter L. Knight                         | Quantenoptik                              | “For his pioneering research and international leadership in the field of quantum optics and quantum information science.”„Für seine wegweisende Forschung und internationale Führungsfunktion auf dem Gebiet der Quantenoptik und Quanteninformationstechnik.“ |
| 2010 | Azim Surani                             | Biologie                                  | “For his pivotal contributions to the understanding of early mammalian development.”„Für seine zentralen Beiträge zum Verständnis der frühen Entwicklung der Säugetiere.“ |
| 2010 | Allen Hill                              | Chemie                                    | “For his pioneering work on protein electrochemistry, which revolutionised the diagnostic testing of glucose and many other bioelectrochemical assays.”„Für seine richtungsweisende Arbeit in der Proteinelektrochemie, welche die Glukose-Diagnoseprüfung und viele weitere biochemische Aufsätze revolutionierte.“ |
| 2011 | Steven Ley                              | Chemie                                    | “For his pioneering research in organic chemistry and outstanding contributions to the methodology of synthesis.” |
| 2011 | Robin Holliday                          | Biologie                                  | “For his highly influential discoveries of the 'Holliday junction' structure in meiotic recombination and the function of DNA methylation at CG base pairs.” |
| 2011 | Greg Winter                             | Biologie                                  | “For his pioneering work in protein engineering and therapeutic monoclonal antibodies, and his contributions as an inventor and entrepreneur.” |
| 2012 | T. W. B. Kibble                         | Physik                                    | “For his theories of symmetry-breaking in quantum field theory, with diverse applications to elementary particle masses, vortex formation in Helium 3 and structure formation in the early universe.” |
| 2012 | Kenneth Murray                          | Biologie                                  | “For his crucial contributions to the development of genetic engineering, to biotechnology and to the study of hepatitis viruses.” |
| 2012 | Andrew Bruce Holmes                     | Chemie                                    | “For his outstanding contributions to chemical synthesis at the interface between materials and biology and pioneering the field of organic electronic materials.” |
| 2013 | Rodney Baxter                           | Physik                                    | “For his remarkable exact solutions of fundamental models in statistical mechanics.” |
| 2013 | Walter Bodmer                           | Genetik                                   | “For seminal contributions to population genetics, gene mapping and understanding of familial genetic disease.” |
| 2013 | Peter Wells                             | Medizin                                   | “For pioneering the application of the physical and engineering sciences to the development of ultrasonics as a diagnostic and surgical tool which has revolutionised clinical practice.” |
| 2014 | Terence Tao                             | Mathematik                                | “For his many deep and varied contributions to mathematics, including harmonic analysis, prime number theory, partial differential equations, combinatorics, computer science, statistics, representation theory, and much more.” |
| 2014 | Tony Hunter                             | Zellbiologie                              | “For his discovery of tyrosine phosphorylation by src protein kinase that revolutionised our understanding of cellular signal transduction.” |
| 2014 | Howard R. Morris                        | Biopharmazie                              | “For his pioneering work in biomolecular mass spectrometry including strategy and instrument design and for outstanding entrepreneurship in biopharmaceutical characterisation.” |
| 2015 | Jocelyn Bell Burnell                    | Astronomie                                | “For her pivotal contribution in observing, analysing & understanding pulsars, one of the most important astronomical discoveries of the 20th century.” |
| 2015 | Elizabeth Blackburn                     | Biologie                                  | “For her work on the prediction and discovery of telomerase and the role of telomeres in protecting and maintaining the genome.” |
| 2015 | Christopher Llewellyn Smith             | Physik                                    | “For his major contributions to the development of the Standard Model, particularly his success in making the case for the building of the Large Hadron Collider.” |
| 2016 | John Meurig Thomas                      | Chemie                                    | “For his pioneering work within catalytic chemistry, in particular on single-site heterogeneous catalysts, which have had a major impact on green chemistry, clean technology and sustainability.” |
| 2016 | Elizabeth Robertson                     | Biologie                                  | “For her innovative work within the field of mouse embryology and development, establishing the pathways involved in early body planning of the mammalian embryo.” |
| 2016 | John Goodby                             | Materialwissenschaften                    | “For his major advances and discoveries of new forms of matter and materials, in particular the development of chiral liquid crystals.” |
| 2017 | Paul Corkum                             | Physik                                    | “For his major contributions to laser physics and the development of the field of attosecond science.” |
| 2017 | Peter Grant Rosemary Grant              | Biologie                                  | “For their research on the ecology and evolution of Darwin’s finches on the Galapagos, demonstrating that natural selection occurs frequently and that evolution is rapid as a result.” |
| 2017 | Melvyn Greaves                          | Medizin                                   | “For his research on surface antigens of normal and leukaemic cells that defined the cellular lineage of different leukaemias and led to procedures now in routine clinical use.” |
| 2018 | Stephen Sparks                          | Geologie                                  | “For his contributions to our understanding of volcanoes, including evaluating their risks and mitigating their hazards.” |
| 2018 | Lewis Wolpert                           | Biologie                                  | “For his research on morphogenesis and pattern formation that led to the concept of positional information in embryonic development.” |
| 2018 | Shankar Balasubramanian David Klenerman | Biologie                                  | “For their co-development of DNA sequencing techniques transforming biology and genomic medicine.” |
| 2019 | Carol Robinson                          | Biologie                                  | “For her pioneering work on structural biology improving the understanding of proteins their interactions and functional regulation.” |
| 2019 | Michel Goedert                          | Biologie                                  | “For identifying and characterising assembled tau protein and alpha-synuclein and showing that they form the inclusions of Alzheimer’s and Parkinson’s diseases.” |
| 2019 | Ann Dowling                             | Physik                                    | “For her leading research on the reduction of combustion, aerodynamic noise and the design of aircraft, and her distinguished services to engineering.” |
| 2020 | Herbert Huppert                         | Geophysik                                 | “For outstanding achievements in the physical sciences. He has been at the forefront of research in fluid mechanics. As an applied mathematician he has consistently developed highly original analysis of key natural and industrial processes. Further to his research, he has chaired policy work on how science can help defend against terrorism, and Carbon Capture and Storage in Europe.” |
| 2020 | Caroline Dean                           | Biologie                                  | “For outstanding achievements in the biological sciences. Her work has explained the molecular mechanisms underlying seasonal timing in plants, thus discovering fundamental processes of plant developmental timing and the epigenetic basis of vernalisation.” |
| 2020 | Ian Shanks                              | Ingenieurwesen                            | “For work which extended knowledge of liquid crystals and applied this successfully to invent novel LCDs. He developed commercial diabetes test strips, which have revolutionised the control and therefore the lives of diabetics worldwide.” |
| 2021 | Michael Green                           | Physik                                    | “For crucial and influential contributions to the development of string theory over a long period, including the discovery of anomaly cancellation.” |
| 2021 | Dennis Lo                               | Labormedizin                              | “For the discovery of foetal DNA in maternal plasma, developing non-invasive prenatal testing, and making foundational contributions for other types of liquid biopsies. He has made a major impact on pre-natal diagnosis.” |
| 2021 | Colin Humphreys                         | Physik                                    | “For excelling in basic and applied science, university-industry collaboration, technology development and transfer, academic leadership, promotion of public understanding of science, and advising on science to public bodies.” |
| 2022 | Richard Ellis                           | Physik                                    | “For motivating numerous advances in telescopes and instrumentation, and exploited these facilities to revolutionise the understanding of cosmological evolution.” |
| 2022 | Stephen C. West                         | Biologie                                  | “For discovering and determining the function of the key enzymes that are essential for recombination, repair and the maintenance of genomes.” |
| 2022 | Geoffrey Hinton                         | Neurowissenschaften                       | “For pioneering work on algorithms that learn distributed representations in artificial neural networks and their application to speech and vision, leading to a transformation of the international information technology industry.” |
| 2023 | Antony Hoare                            | Computerwissenschaft                      | “For groundbreaking contributions that have revolutionised the computer programming field, the development of "Hoare logic" that has paved the way for provably correct code, providing a robust framework for ensuring software reliability.” |
| 2023 | Herman Waldmann                         | Immunologie                               | “For pioneering monoclonal antibodies for human therapy.” |
| 2023 | Patrick Vallance Christopher Whitty     | Klinische Pharmakologie und Epidemiologie | “For their pivotal role in ensuring that the UK’s response to the covid-19 pandemic has benefitted from the very best science and evidence.” |
| 2024 | Tejinder Virdee                         | Physik                                    | “For extraordinary leadership and profound impact on all phases of the monumental CMS experiment at the CERN Large Hadron Collider, including the crucial discovery of the Higgs boson through its decays to two photons.” |
| 2024 | Michael Stratton                        | Medizin                                   | “For his foundational contributions to cancer genomics, the discovery of cancer genes and the identification of mutational signatures, which have transformed our understanding of cancer and somatic mutation.” |
| 2024 | Ravinder N. Maini Marc Feldmann         | Medizin                                   | “For inventing anti-TNF therapy to treat rheumatoid arthritis, bringing their therapeutic from bench to bedside in one of the biggest success stories in modern medicine, and laying the groundwork for biologics to improve the quality of life for millions of people.” |